# Fortezza di Civitella del Tronto
La fortezza di Civitella del Tronto è un'opera fortificata eretta come caposaldo preposto al controllo del territorio, con funzioni tattiche e difensive. La possente struttura è sorta a protezione dell'area strategica che la accoglie, elevandosi a ridosso della cresta di roccia, che sovrasta il centro urbano di Civitella del Tronto, sede dell'omonimo comune abruzzese, nel territorio della provincia di Teramo.
Il complesso dell'insediamento difensivo rappresenta una delle più importanti piazzeforti del Regno di Napoli nel periodo del vicereame spagnolo ed imponenti opere di ingegneria militare realizzate sul suolo dell'Italia meridionale. Per la sua estensione è paragonabile al Forte della Brunetta, costruito dai Piemontesi nei pressi della città di Susa e alla Fortezza di Hohensalzburg di Salisburgo, con cui è gemellata dal 1989. Le sue costruzioni si articolano per una lunghezza di circa 500 metri ed una larghezza media di 45, ricoprendo una superficie di 25.000 m2.
Con i suoi 45.000 visitatori annui, (dato del 2016), è risultato il monumento più visitato d'Abruzzo.
Il sito è principalmente ricordato per essere stato l'ultimo baluardo del Regno delle due Sicilie che si arrese ai Piemontesi il 20 marzo 1861, tre giorni dopo l'incoronazione del Re d'Italia Vittorio Emanuele II.

## Geografia fisica

### Territorio
La fortificazione è stata edificata a più di 600 m. s.l.m nell'area prossima alla linea di confine tra le contee ascolana ed aprutina ed eleva le sue costruzioni in posizione dominante rispetto al nucleo abitato del paese, sull'altura posta tra il torrente Vibrata ed il fiume Salinello. Dagli spalti si osserva un vasto panorama che spazia dalla valle del Salinello alla val Vibrata fino alla valle del Tronto. Si vedono anche i monti Gemelli, i massicci del Gran Sasso, dei monti della Laga, della Majella, il monte Ascensione ed il mare Adriatico.

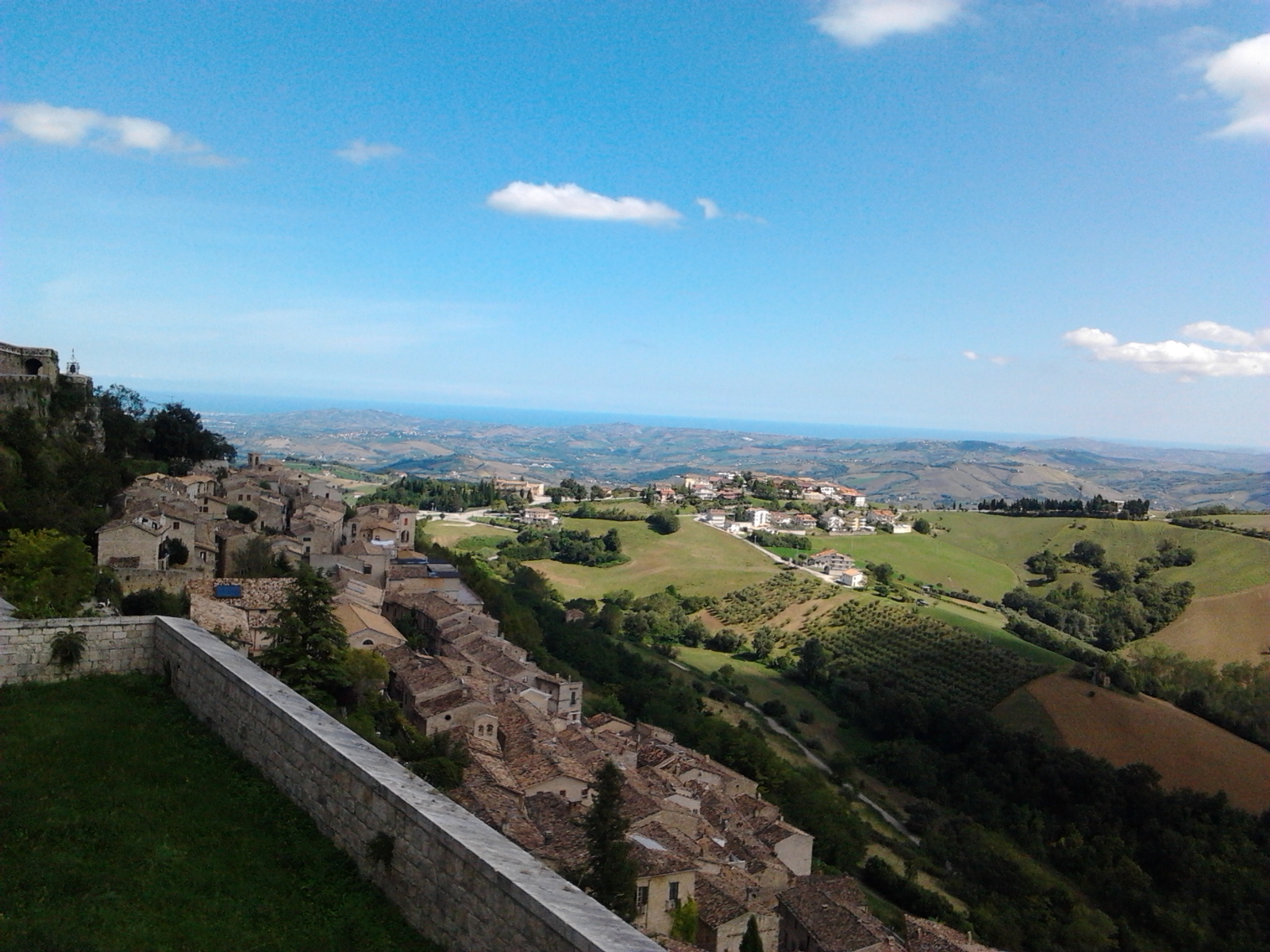
Il paese di Civitella visto dalla passeggiata panoramica della fortezza.
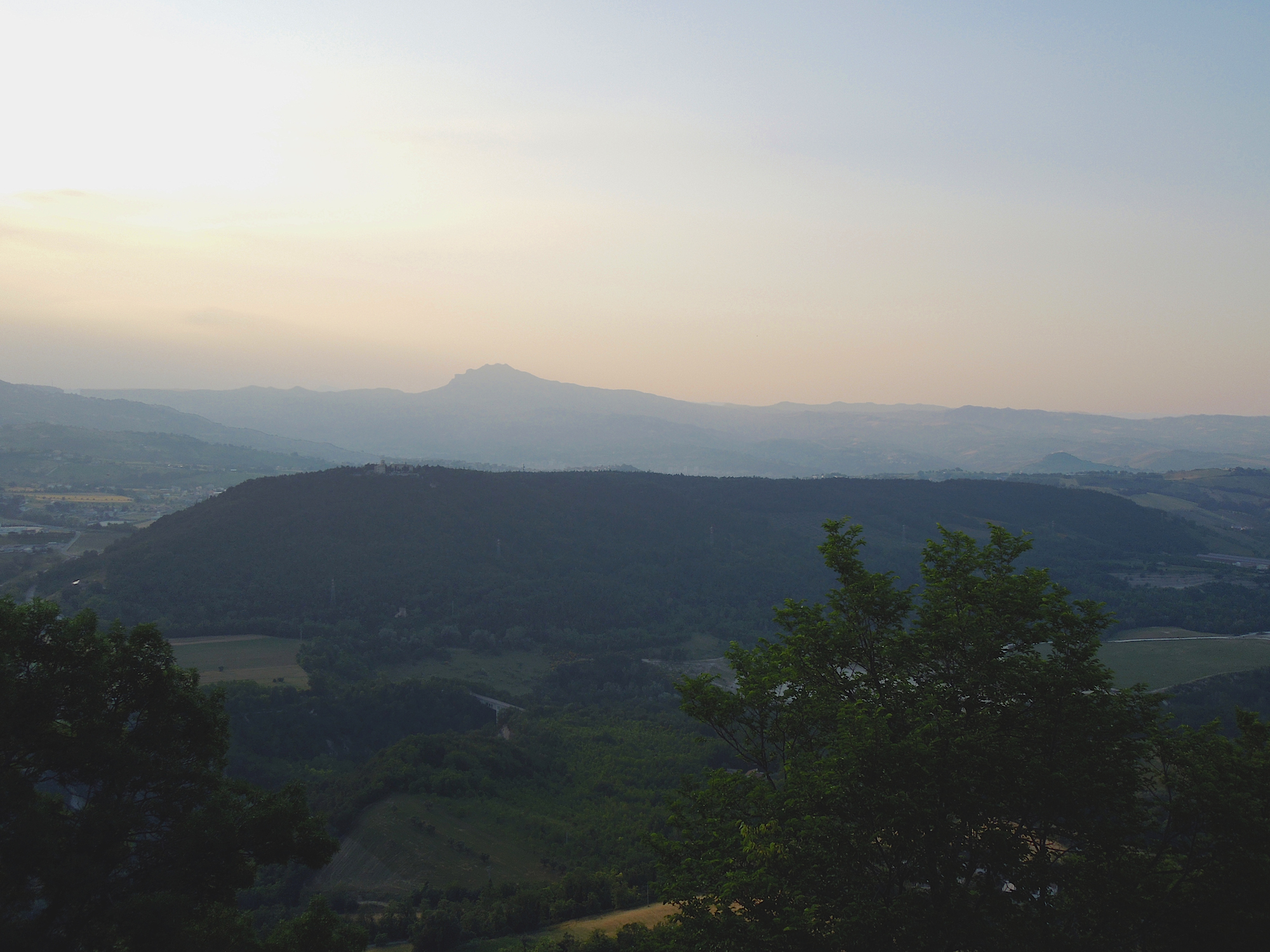
Panorama dalla fortezza sull'Abbazia di Montesanto ed il monte Ascensione.
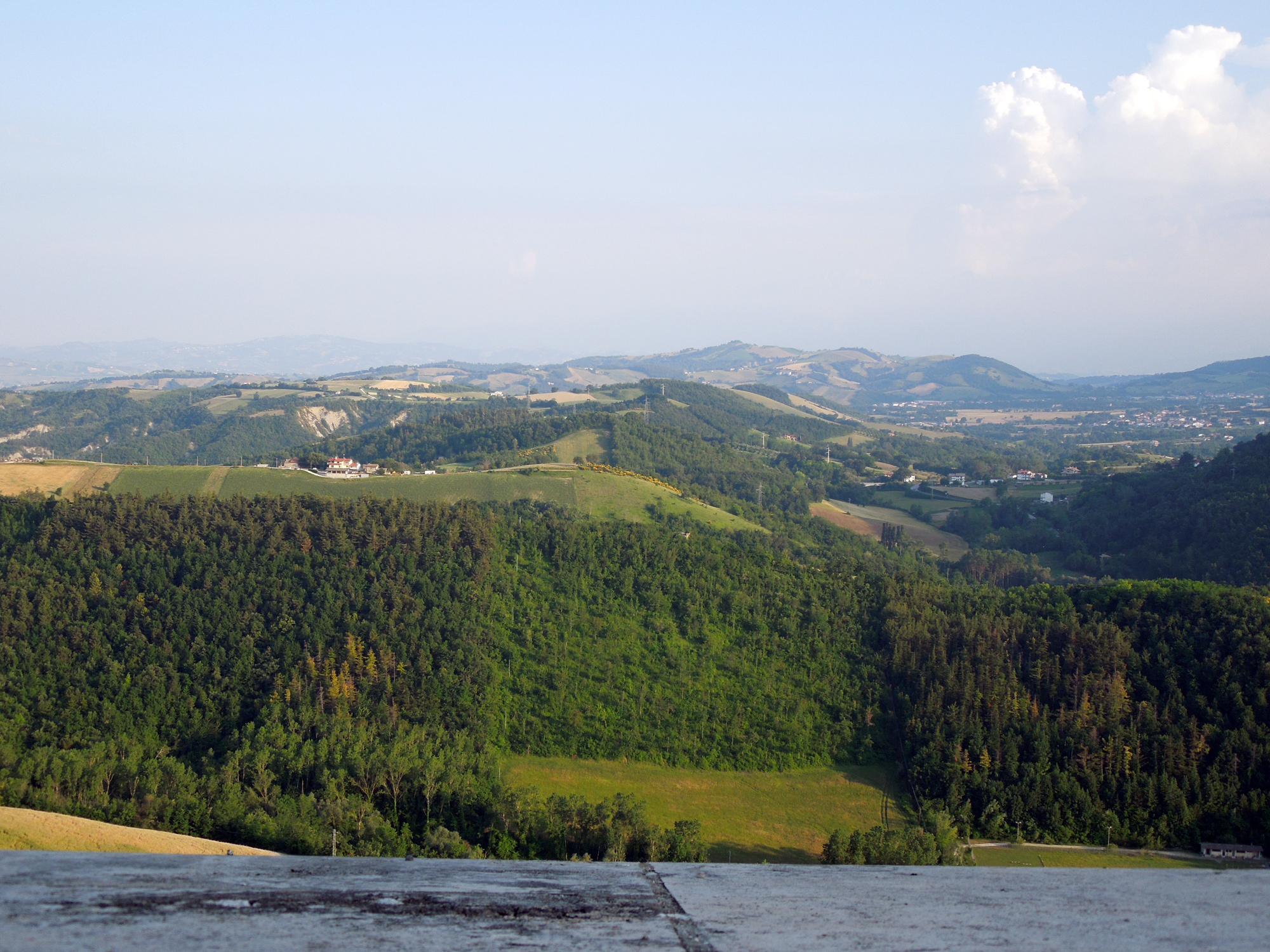
Panorama
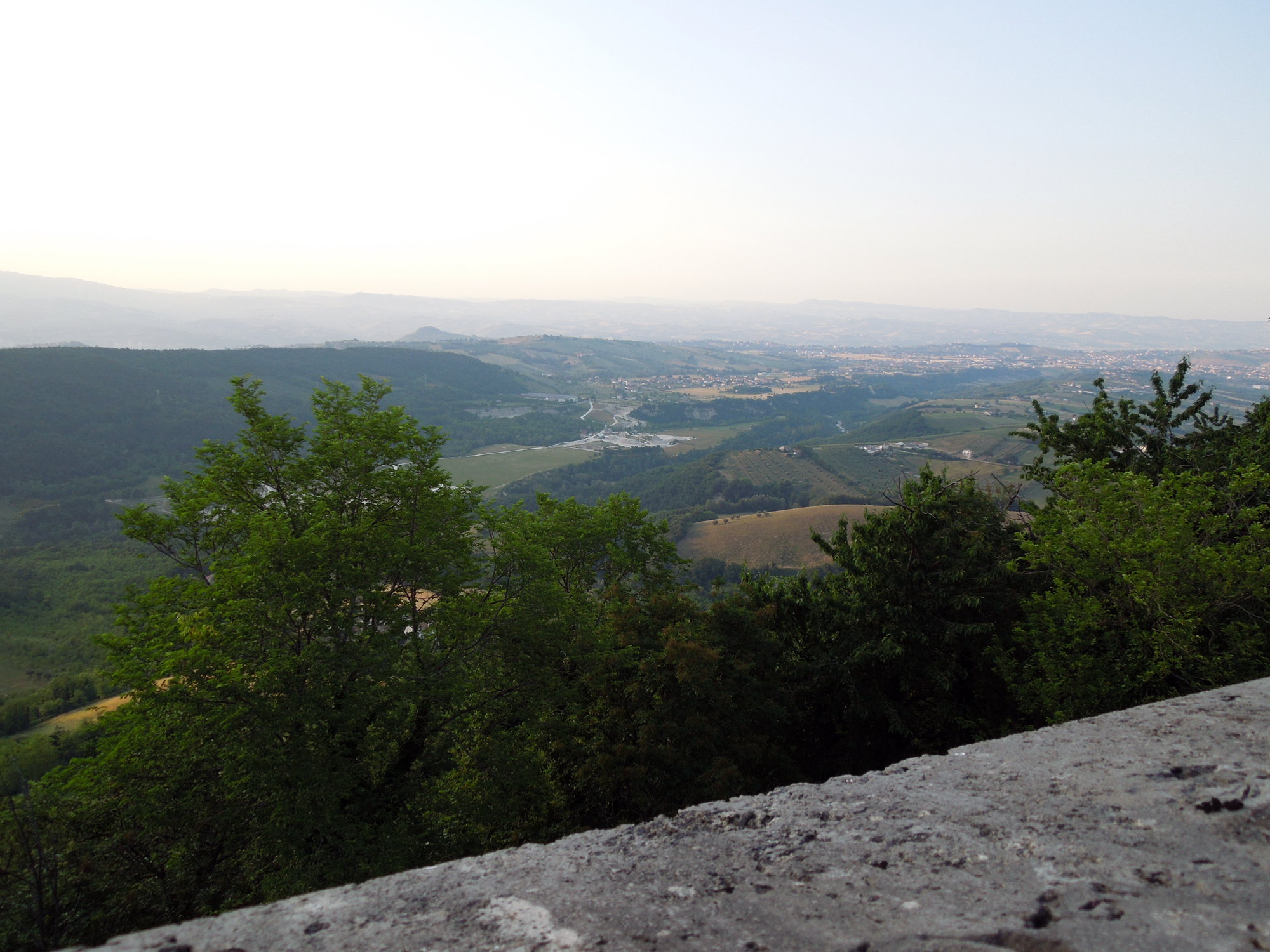
Panorama

## Storia
Le fonti storiche attestano l'esistenza di scritture dell'XI secolo che citano il borgo di Civitella. È riportata la data dell'anno 1001, riferita ad un atto di donazione sottoscritto da Raterio, figlio di Giuseppe, che descrive la «curtis» di «Tibitella», posta a guardia del confine del Salinello, tra il comitato ascolano e quello aprutino. A questo segue, nel 1069, un altro atto di donazione sottoscritto da Siolfo, figlio di Trasmondo e nipote di Trasmondo, che destina la proprietà del castello di «Civitellae» a Stefano, vescovo di Ascoli.
Civitella era posta a guardia del confine del Salinello e, nei secoli che seguiranno, le vicissitudini del presidio difensivo vedranno l'alternarsi dell'arretramento o dell'avanzamento della linea di delimitazione territoriale che divideva la sovranità delle due giurisdizioni.
Il 30 gennaio dell'anno 1255, papa Alessandro IV confermò il potere sulla rocca a Teodino, vescovo di Ascoli, ed esortò gli ascolani a fortificare e risarcire il castello di Civitella.
In seguito, Carlo I d'Angiò, organizzando un riassetto difensivo del regno, decise di potenziare alcuni castelli tra i quali, nell'anno 1269, fu annoverata anche la riparazione di Civitella.
Tra il XII ed il XIII secolo, il forte ebbe un incremento di inservienti che passarono dai trenta del 1269 ai sessanta del 1271. Nel 1273 vi furono portate munizioni avanzate e macchine d'assedio per la conquista di Castel Manfrino.
Un documento dell'anno 1276, redatto durante la dominazione angioina, riferisce di una rocca come «appena costruita», riportando probabilmente informazioni di lavori di consolidamento o di rinnovamento delle costruzioni sveve.
Due pergamene, conservate presso l'Archivio di Stato ascolano, comprovano che dopo il 1387, 13 probiviri di Civitella si riunirono pubblicamente e nominarono due ambasciatori da inviare ad Ascoli per trattare con il locale Consiglio degli Anziani al fine di porre la loro patria sotto «obbedienza, protezione e difesa» della giurisdizione cittadina. All'anno 1426 appartiene un documento che convalida il pagamento di un compenso «a quattro mastri carpentieri e a due trasportatori di Ascoli» per aver trasferito nel forte una bombarda.
Verso la metà del XV secolo, nel 1442 il dominio del castello passò dagli Angioini agli Aragonesi. Alfonso I dispose il potenziamento e l'ampliamento della fortificazione e già nel 1450 il complesso difensivo aveva le sue cinque torri. In questi anni furono realizzate modificazioni con la messa in opera di strutture protettive erette all'estremità orientale del forte, conferendo al sito l'aspetto di una «cittadella fortificata del primo Rinascimento».
Negli anni che seguirono il popolo di Civitella non ebbe sempre rapporti ottimali con i castellani. Del comandante Leone Gazull chiesero la rimozione al re Ferrante I d'Aragona con una formale istanza nel 1475. Nel 1481, l'Università di Civitella procedette a reperire fondi per restaurare le mura della Terra, mentre nel 1485 Alfonso d'Aragona, duca di Calabria, si recò ad ispezionare la fortezza. Quattro, delle cinque torri della fortezza, furono distrutte dai civitellesi nell'anno 1495 per il diffuso malcontento e «per non patire le insolenze de' i castellani».
Odet de Foix, al comando di truppe francesi, occupò Civitella nel febbraio del 1528 quando la fortificazione aveva una sola torre idonea alla difesa, avendo le altre quattro non ancora ricostruite. Queste furono riparate negli anni che seguirono e nel 1557 la fortezza risarcita fu pronta a fronteggiare l'assalto della Guerra del Tronto. Nell'anno 1557 subì l'assedio condotto dal duca di Guisa ed Antonio Carafa.
Nel 1734, i Borboni si insediarono come nuovi dominatori del forte, sostituendo la precedente sovranità asburgica, realizzando nuove modifiche strutturali che consentirono alla fortificazione di opporsi agli assedi francesi e piemontesi.
Nel 1798 e nel 1806 subì gli assedi dalle truppe francesi, durante la campagna d'Italia di Napoleone Bonaparte, guastarono le strutture al punto che nel 1820 la fortezza fu completamente restaurata mantenendo il suo carattere rinascimentale. L'ultimo assedio, quello più noto alle cronache storiche, si ebbe tra il 1860 ed il 1861 e derminò l'inizio della fine della funzione del presidio.
Queste vicissitudini determinarono il venir meno della funzione della fortezza cui seguì un lungo periodo di abbandono e un progressivo smantellamento del complesso difensivo. Si verificarono anche furti, posti in essere dagli stessi abitanti civitellesi che utilizzarono i ruderi «come cava di materiale da costruzione».
La fortificazione beneficiò di una consistente opera di restauro condotta dal 1975 sino al 1985, grazie al patrocinio della Soprintendenza delle Belle Arti dell'Aquila, della Cassa del Mezzogiorno e della locale amministrazione comunale. Oltre che a restituire per gran parte l'uso del forte e dei suoi ambienti, ha fatto sì che si conservasse il suo carattere di cittadella fortificata del primo Rinascimento, particolarmente rilevante per l'importanza storico, culturale e militare della fortezza.

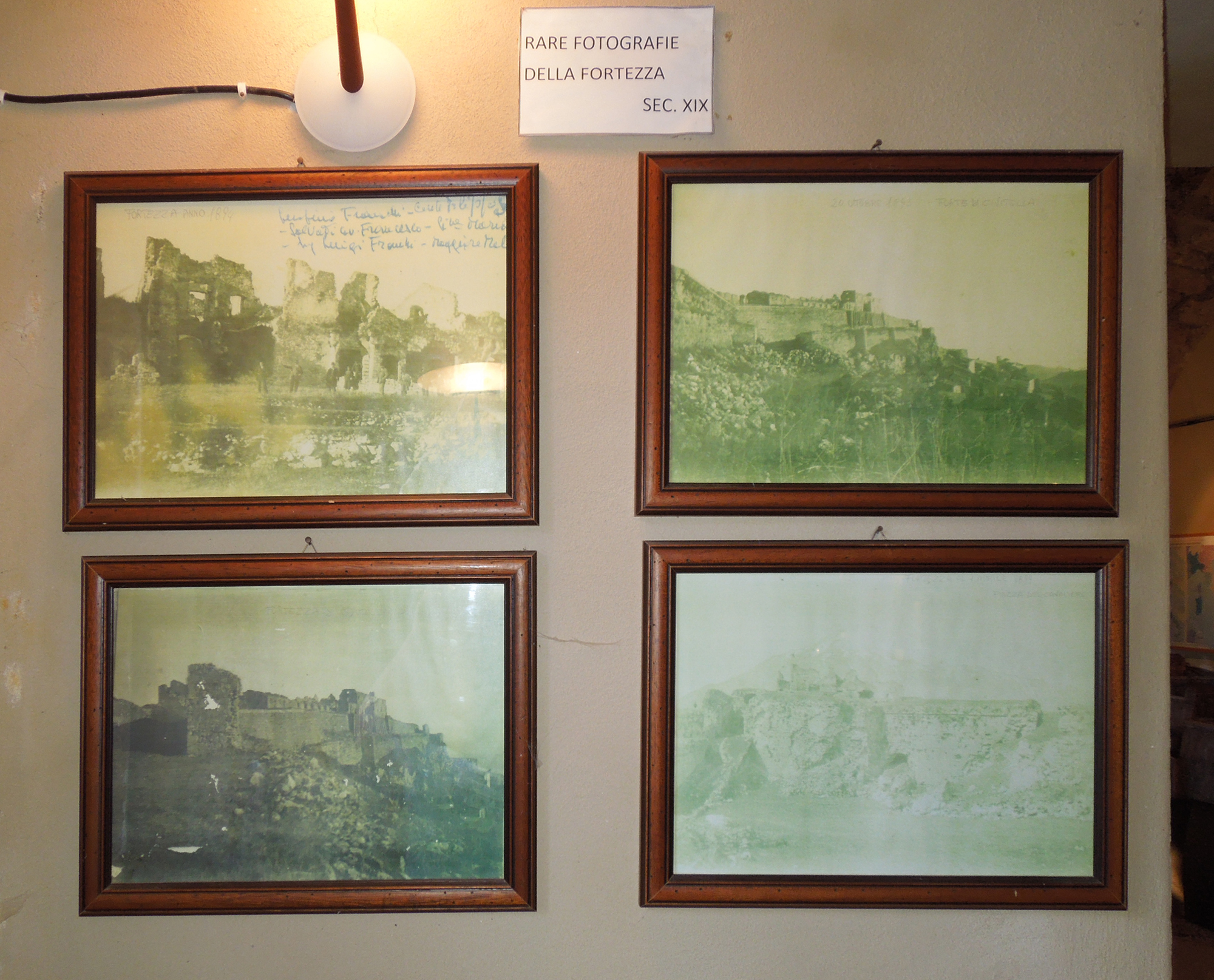
Fotografie della fortezza esposte nel Museo delle Armi.
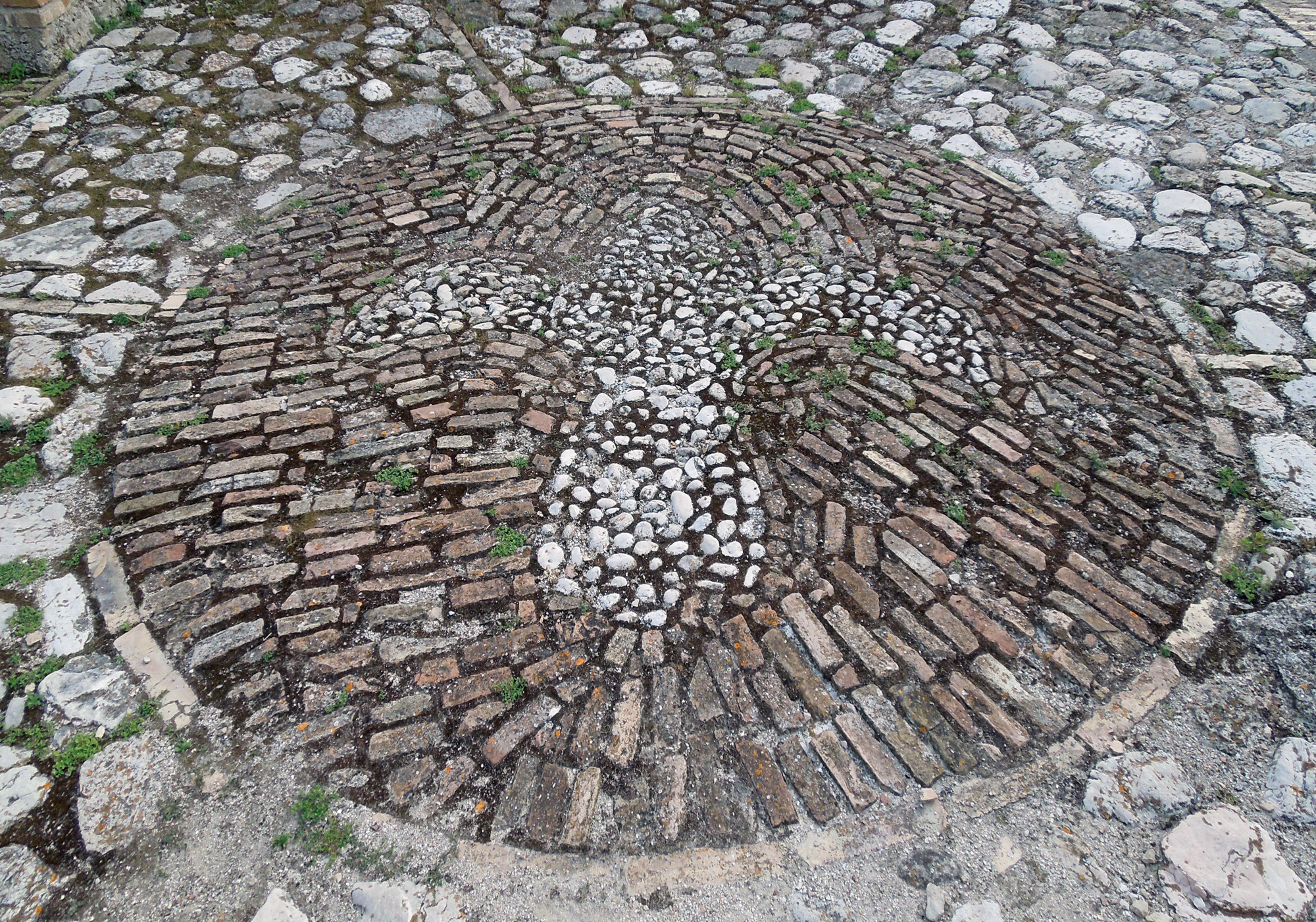
Giglio simbolo del Regno di Napoli, nella pavimentazione interna.
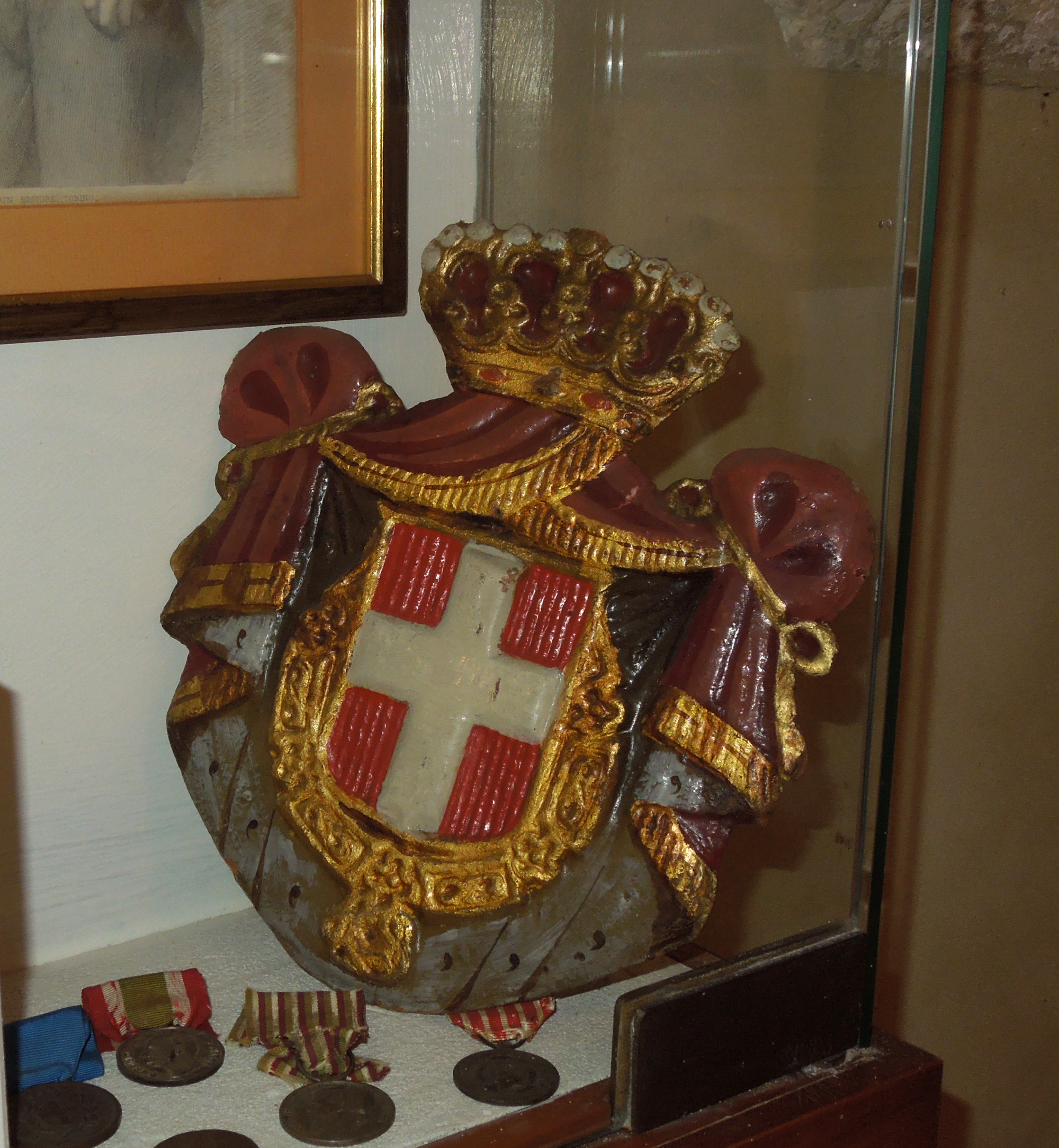
FERT di Casa Savoia presso il Museo delle Armi.
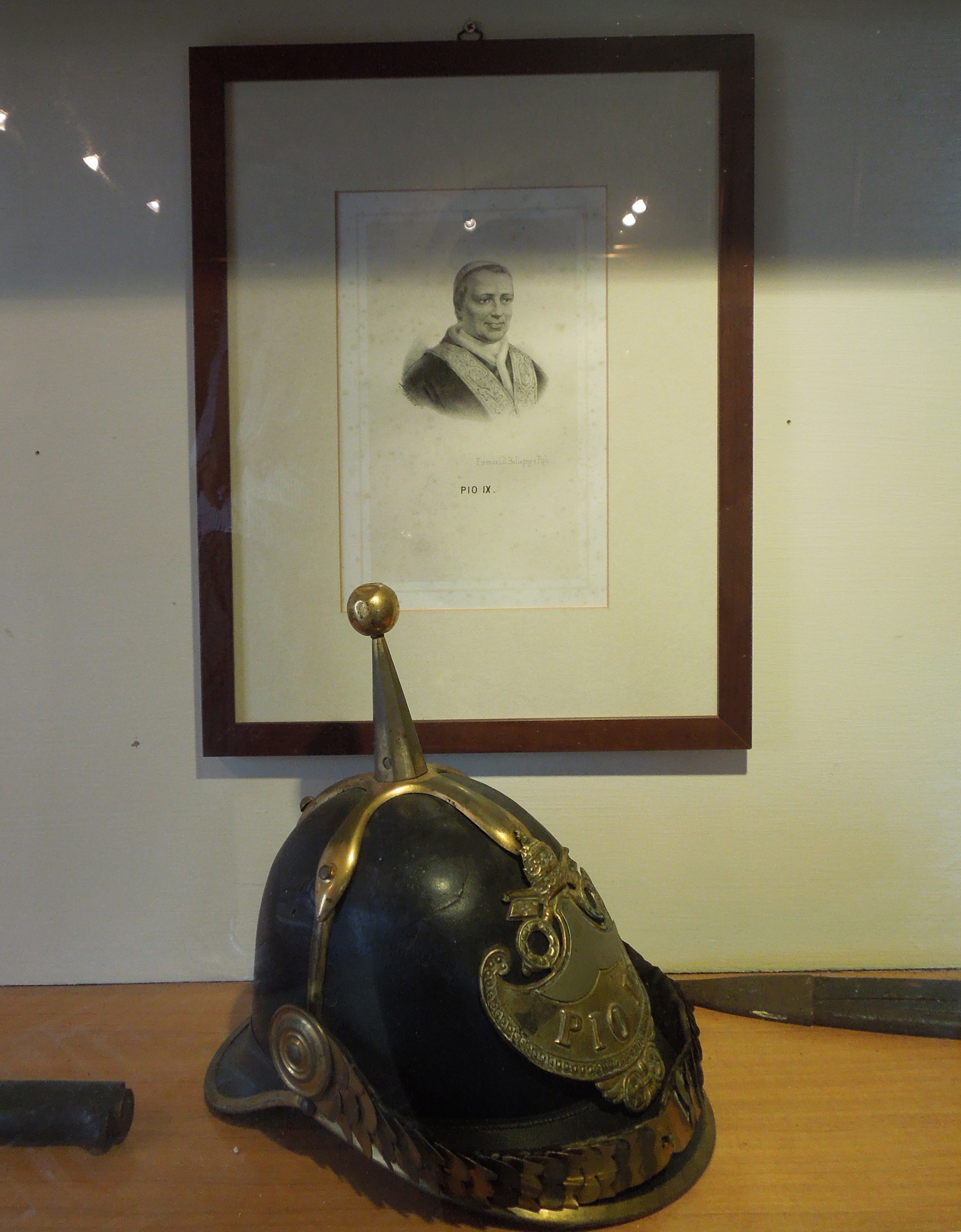
Elmetto papalino del 1848, appartenuto delle truppe di Pio IX, presso il Museo delle Armi.

## Gli assedi

### Assedio del 1557
Le truppe francesi comandate dal duca di Guisa Francesco I di Lorena, generale di Enrico II, alleato del papa Paolo IV, e Antonio Carafa, marchese di Montebello, nipote di papa Paolo IV, sottoposero il castello antecedente alla fortezza ad un duro assedio che cominciò il 24 aprile del 1557 e si concluse il 16 maggio dello stesso anno. Questo episodio bellico sancì l'importanza strategica del sito. La fortificazione, resa più potente, riuscì ad avere la meglio sugli assalitori.
Del campo dell'assedio esistono tre piante prospettiche ad incisione che forniscono con buona approssimazione la consistenza della conformazione della struttura dell'epoca. Il complesso appare cinto su tre lati da una muraglia merlata scandita, a distanze regolari, dalla presenza di cinque torri merlate con opere in aggetto, in perfetto stato. Il lato orientale presenta mura di cinta, in parte prive di merlatura, camminamenti, un torrione con basamento a scarpa e un bastione che proteggeva l'ingresso. Oltre la porta d'ingresso sono rappresentati i corpi di fabbrica più antichi, racchiusi tra le mura.

### Assedio del 1798
L'assedio del 1798 si concluse durante la notte tra il 7 e l'8 dicembre dello stesso anno, quando il comando del presidio fu consegnato ai francesi di Giovanni Battista Rusca dal governatore militare Giovanni Lacombe.

### Assedio del 1806
Il 22 gennaio 1806 l'esercito francese assedió nuovamente la fortezza. Al comando della fortezza civitellese si trovava Matteo Wade, militare irlandese che prestava servizio nell'esercito del Regno di Napoli. Il maggiore aveva una dotazione di 19 cannoni, un mortaio, 323 uomini e viveri per resistere tre mesi. Respinse le richieste di resa dei generali francesi che mitragliarono il forte conquistandolo il 21 maggio.

### Assedio del 1860-1861
L'assedio del 1860-1861 fu posto dal tenente colonnello Antonio Curci, che aveva al seguito 400 volontari garibaldini, e dal maggiore della marina Renzo Carozzi che guidava altri 400 uomini. A capo della fortezza vi era il maggiore Luigi Ascione con 430 uomini. Lo stato di assedio si prolungò dal 26 ottobre 1860 al 20 marzo 1861, quando le milizie borboniche, dopo una coraggiosa resistenza, si arresero tre giorni dopo la proclamazione dell'Unità d'Italia.

## Architettura
Non vi sono tracce di come fosse organizzata e disposta la costruzione più antica del presidio urbano difensivo. S'ipotizza, tuttavia, che avesse un nucleo fortificato racchiuso in una cinta muraria.
La fortificazione assunse vera consistenza durante il periodo svevo e poi sotto il regno di casa D'Angiò, poiché la vicinanza del confine tra il Regno di Napoli e il nascente Stato Pontificio gli conferiva un'importante posizione strategica.
A partire dal 1564, la struttura del forte subì modifiche e ampliamenti sino ad ottenere l'attuale configurazione, voluta dal re di Spagna e di Napoli Filippo II d'Asburgo, quando potenziò le precedenti fortificazioni angioine e la rocca aragonese ordinando d'innalzare la fortezza.
Gli angioini, al fine di adattare ed ammodernare le preesistenti costruzioni sveve, adeguandole alle loro strategie e tecniche militari, aggiunsero le torri circolari di fiancheggiamento alle angolature e lungo le mura rettilinee, forse merlate e dotate di apparati sporgenti come era in uso nel tardo medioevo, con funzione di rompitratta, di cui sono ancora visibili alcuni resti.
Nel tempo che precedette l'assedio della Guerra del Tronto del 1557, ricordato nelle cronache e nelle incisioni del campo d'accerchiamento, le mura della fortificazione erano state conformate secondo i dettami della fortificazione alla moderna e si mostravano fornite di bastioni, rinforzi e controscarpe, come richiedeva l'impiego di armi da fuoco.
Dal 1639 al 1711 l'insediamento fu oggetto di lavori di sola manutenzione, destinati a riparazioni e risarcimenti.
L'attuale fortezza risulta essere un complesso organismo difensivo, concepito per rispondere ad esigenze tecniche e funzionali. Il suo insieme si compone di architetture di varie epoche articolate su diversi livelli, collegate tra loro da rampe ottocentesche. Sviluppa le sue costruzioni da una pianta di forma ellittica che occupa e ricopre l'intera area sommitale dell'altura. Realizzata prevalentemente in blocchi squadrati di travertino accoglie ampie piazze d'armi, cammini di ronda, camminamenti coperti, trinceramenti, bastioni, la batteria del Carmine, celle di punizione come il «Calabozzo del coccodrillo» di origine aragonesca cisterne, magazzini, scuderie, uffici e furerie, alloggi per soldati ed ufficiali, depositi per le munizioni, mense e cucine, un forno per la panificazione, una cappellina dedicata a santa Barbara, protettrice degli artiglieri, una chiesa e un palazzo residenziale.
Dal punto di vista architettonico può essere suddivisa in due parti: una assegnata ad uso abitativo e l'altra destinata a scopi difensivi. Quest'ultima è concentrata sul versante orientale della fortificazione, più esposto agli attacchi, in quanto il colle è meno aspro naturalmente. Su questo fianco, per contrastare i nemici sono presenti vari terrazzamenti e i due bastioni difensivi di San Pietro e di Sant'Andrea.
Altre barriere protettive erano costituite dai tre camminamenti coperti che rappresentavano degli imbuti dove gli assalitori dovevano necessariamente passare se avessero voluto conquistarla. La difesa avveniva grazie alla presenza di un fossato sovrastato da un ponte parzialmente levatoio e di consistenti gruppi di guardia che, dalle feritoie, con armi leggere controllavano le rampe di accesso alla piazzaforte.
Si accede all'interno da est, al livello inferiore, dal fianco del bastione di San Pietro, dove vi era un posto di guardia circondato dal fossato con il ponte levatoio.
Nella zona più alta del forte, alle spalle della chiesa si trova la Gran Strada dove ci sono i ruderi degli alloggi dei soldati e dei sottoufficiali e il forno per la panificazione. Vi sono anche vie che conducono fino alla punta ovest del complesso, dove si trovava la Cappella del Carmine.
La passerella del versante ovest consente di avere una visione d'assieme del paese di Civitella del Tronto e della sua particolare urbanistica, con i gruppi di case-forti disposte parallelamente, percorse da vie longitudinali ascendenti collegate attraverso strette curve, e con percorsi trasversali costituiti da rampe e scalinate. Tale sistema viario genera isolati stretti e allungati disposti longitudinalmente, in modo da costituire una serie di antemurali alla fortezza

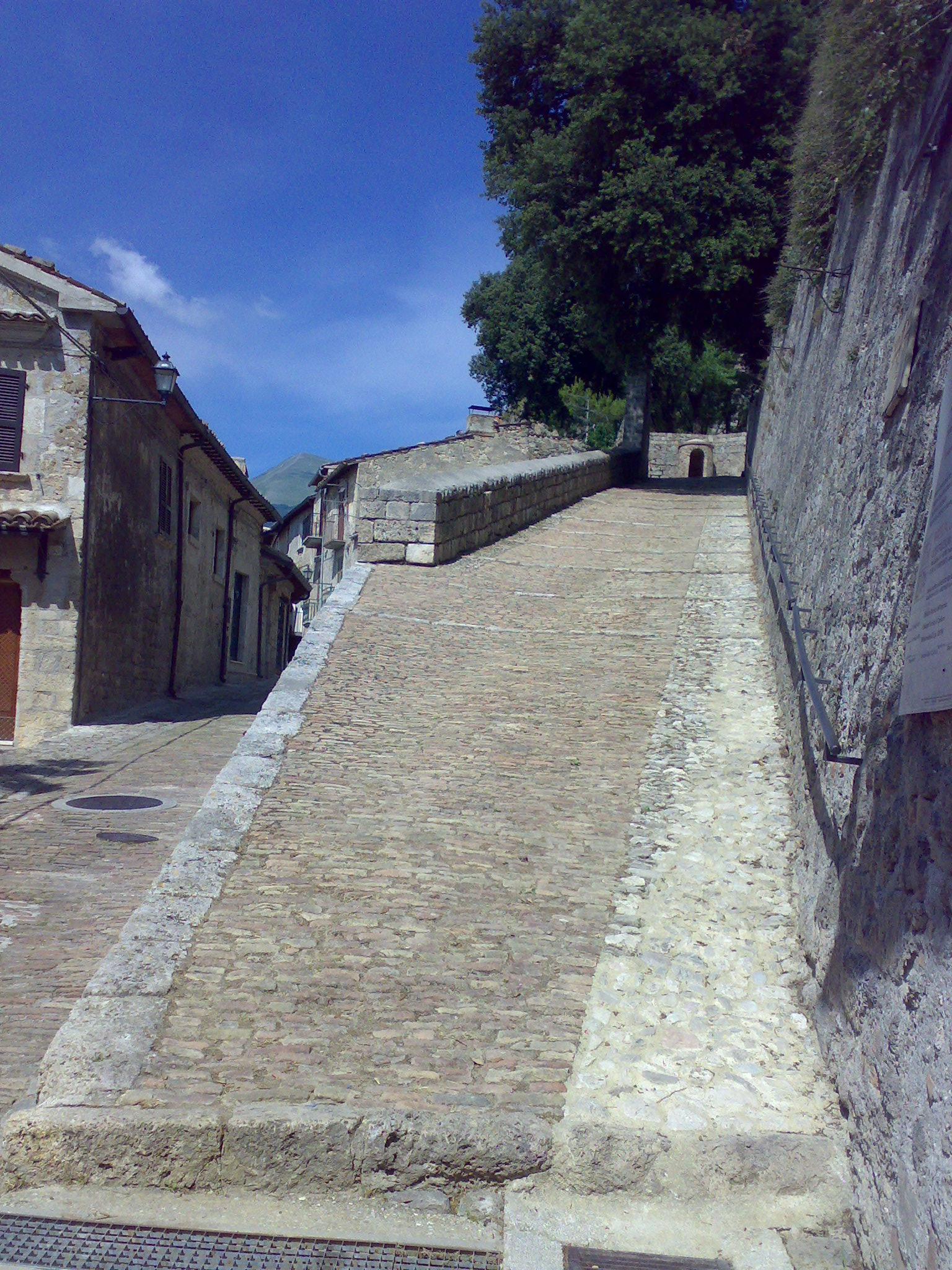
Rampa di accesso alla fortezza.
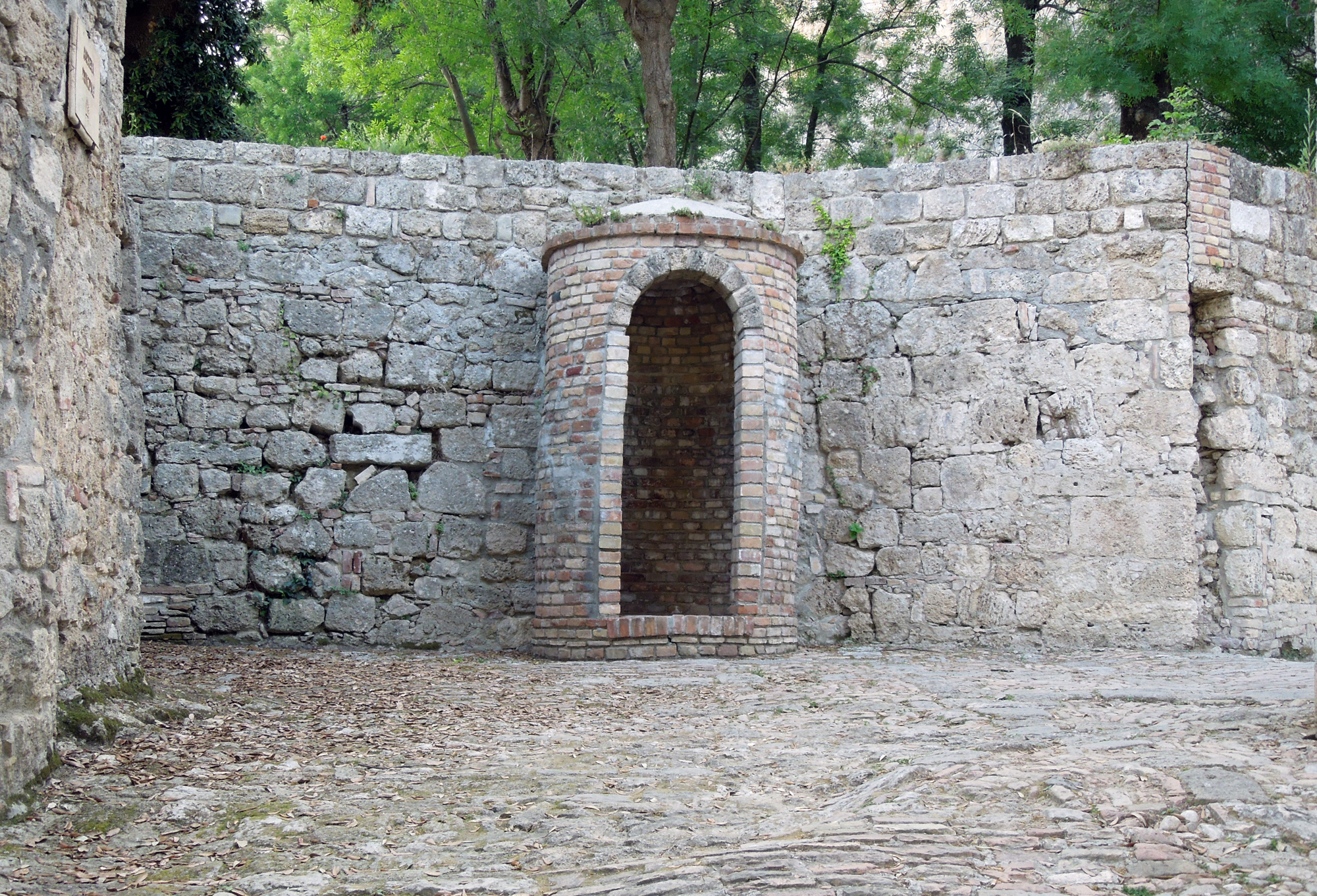
Primo posto di guardia.
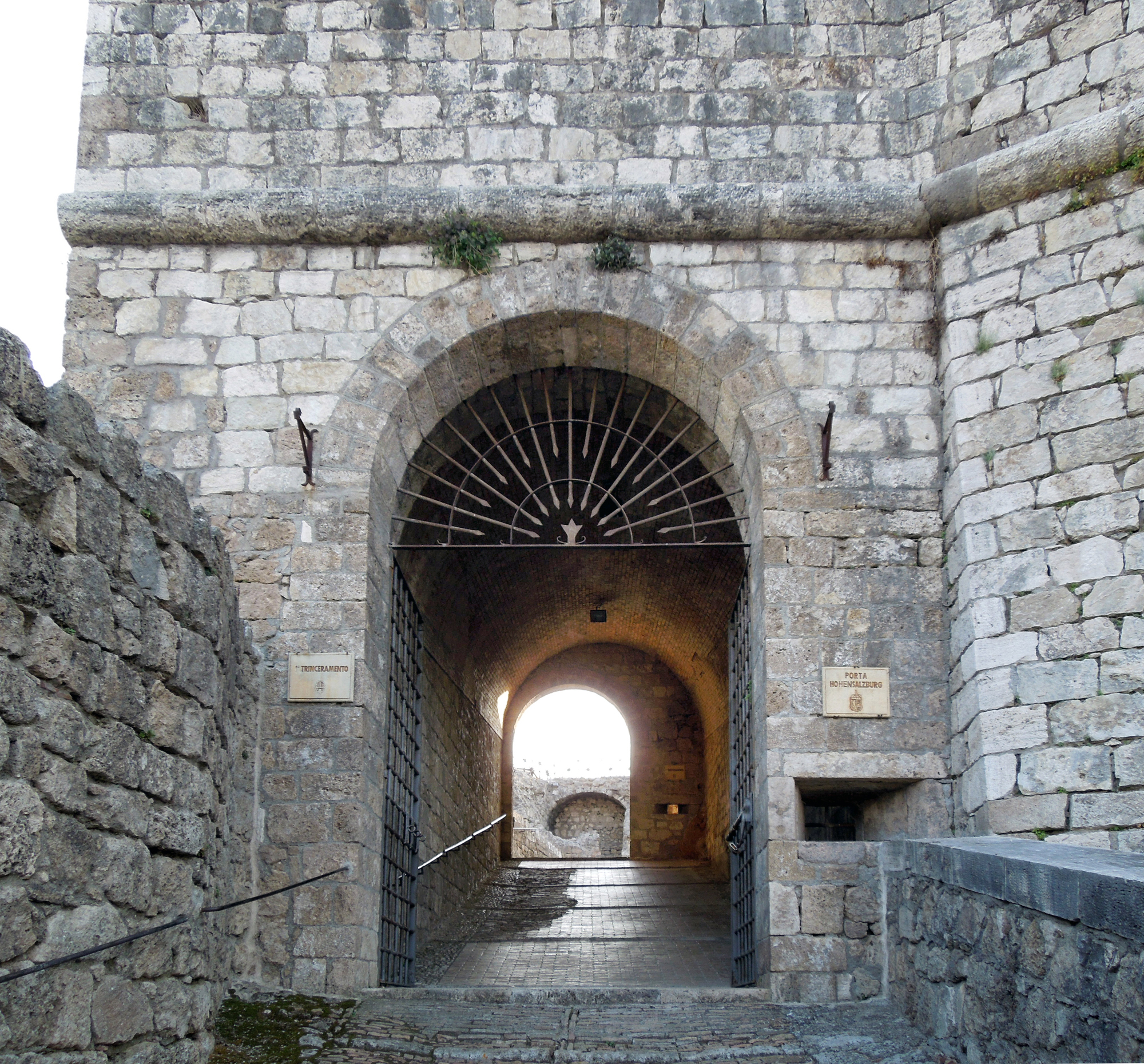
Porta Hohensalzburg.
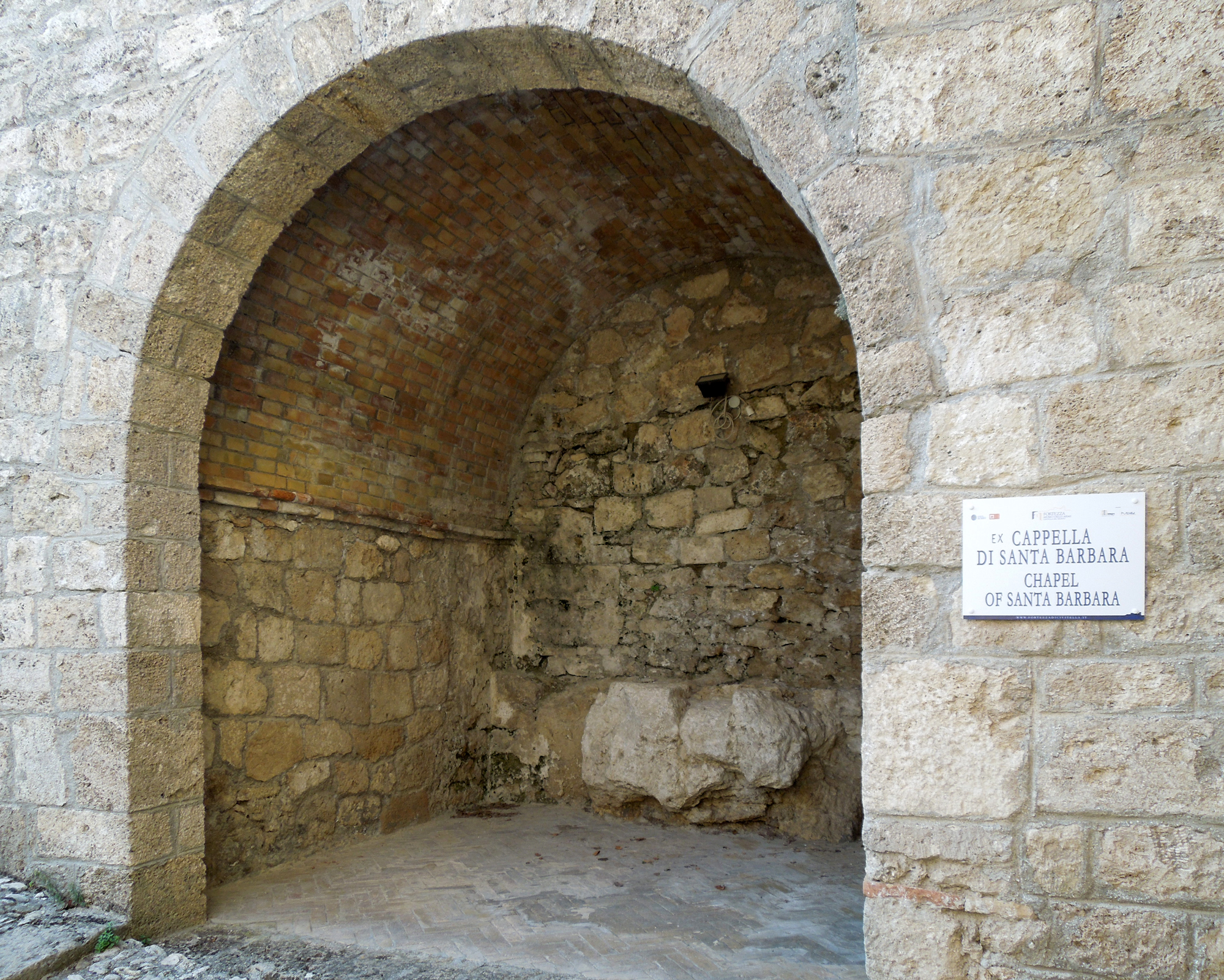
Cappella di Santa Barbara.
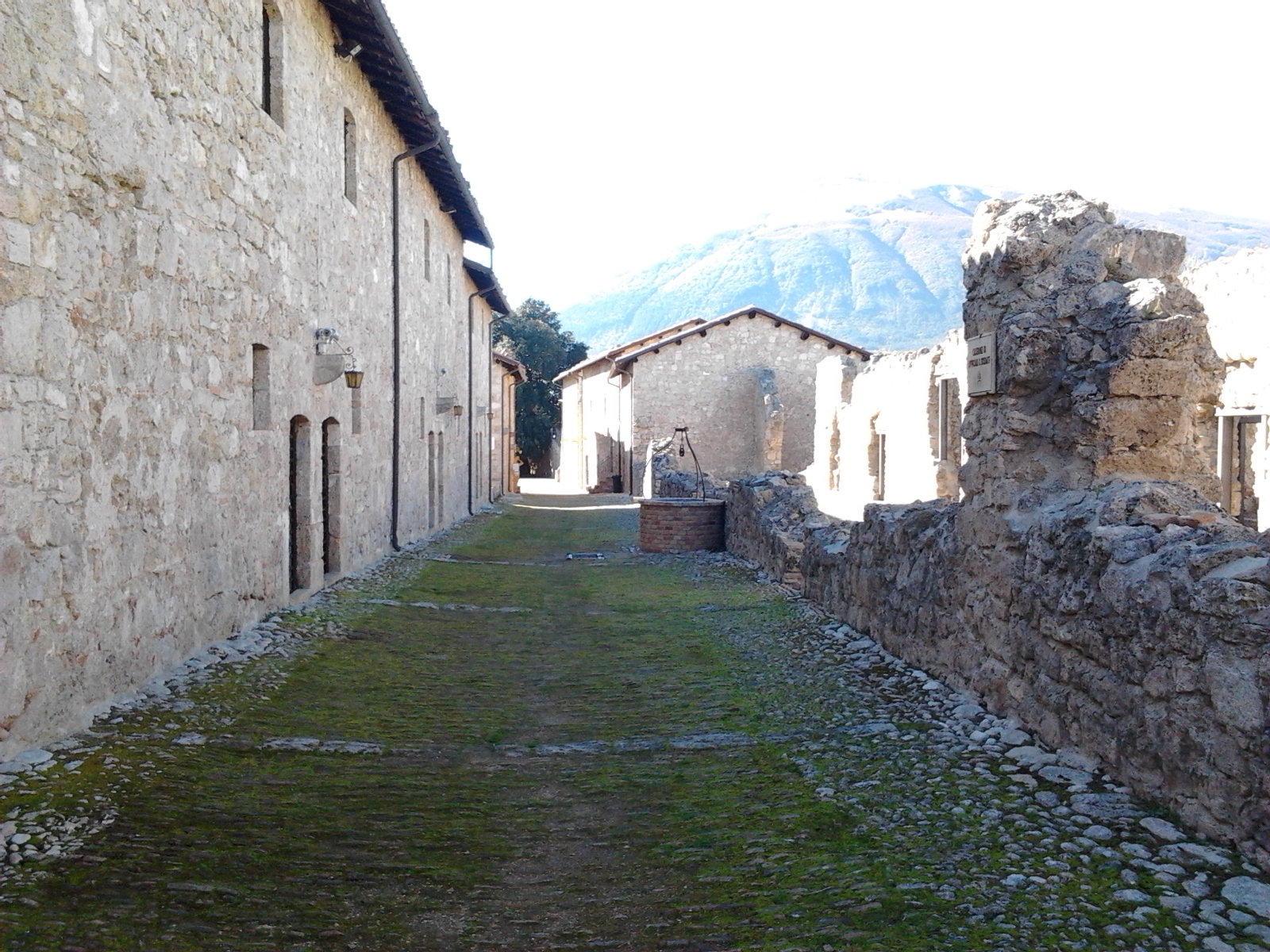
Gran Strada, antica zona residenziale all'interno della fortificazione.
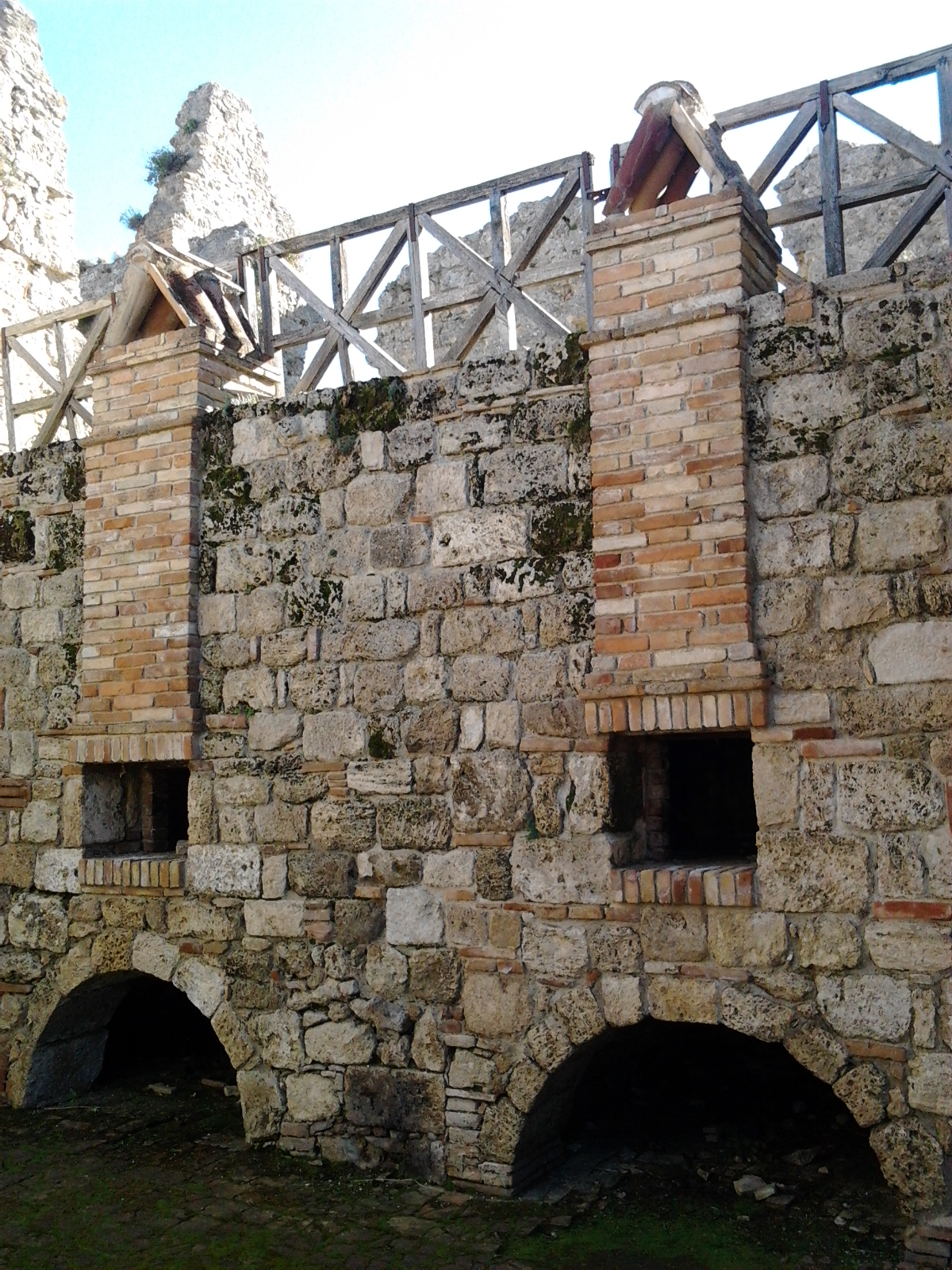
Resti del forno per la panificazione.
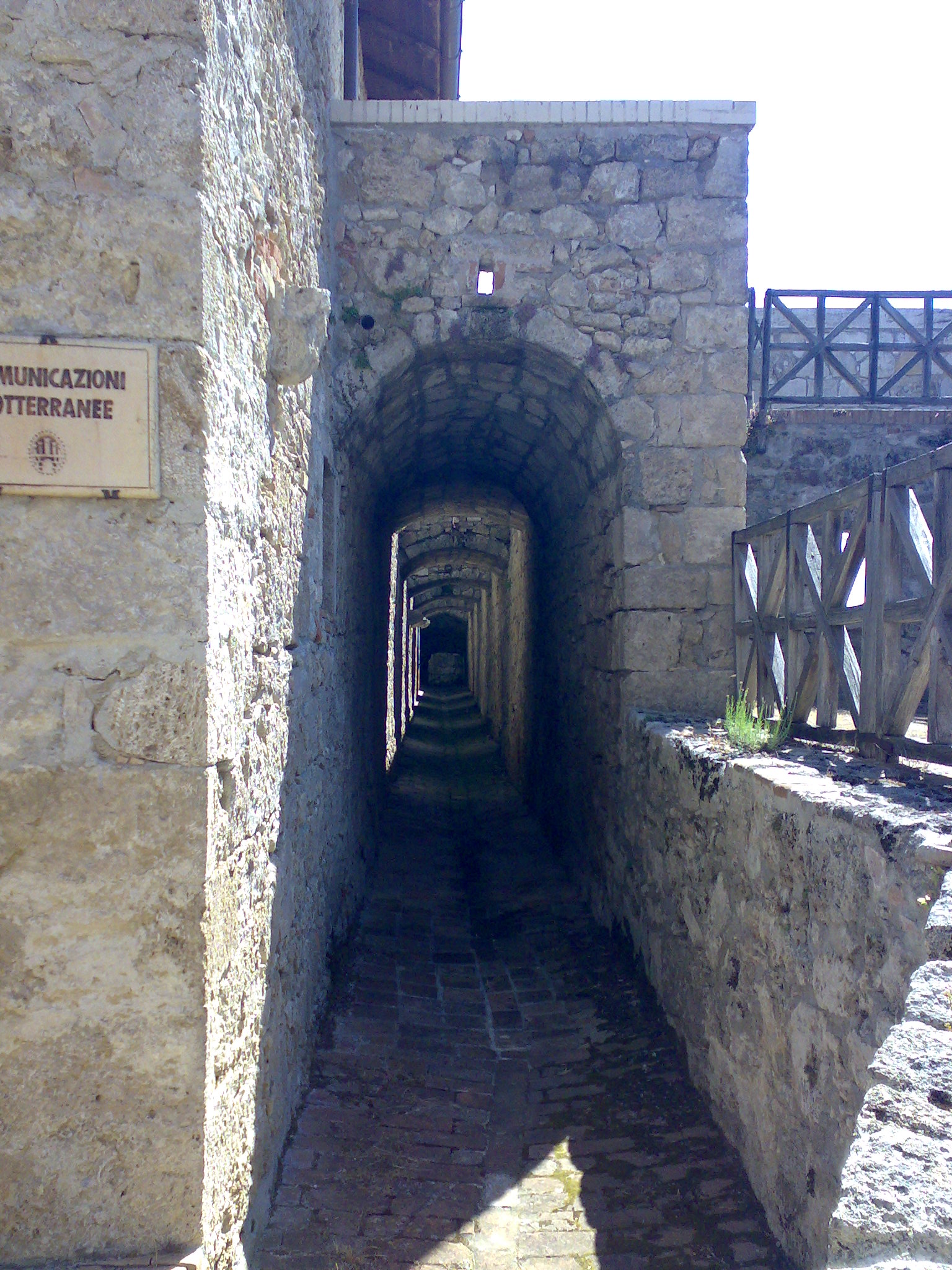
Sistema fognario.
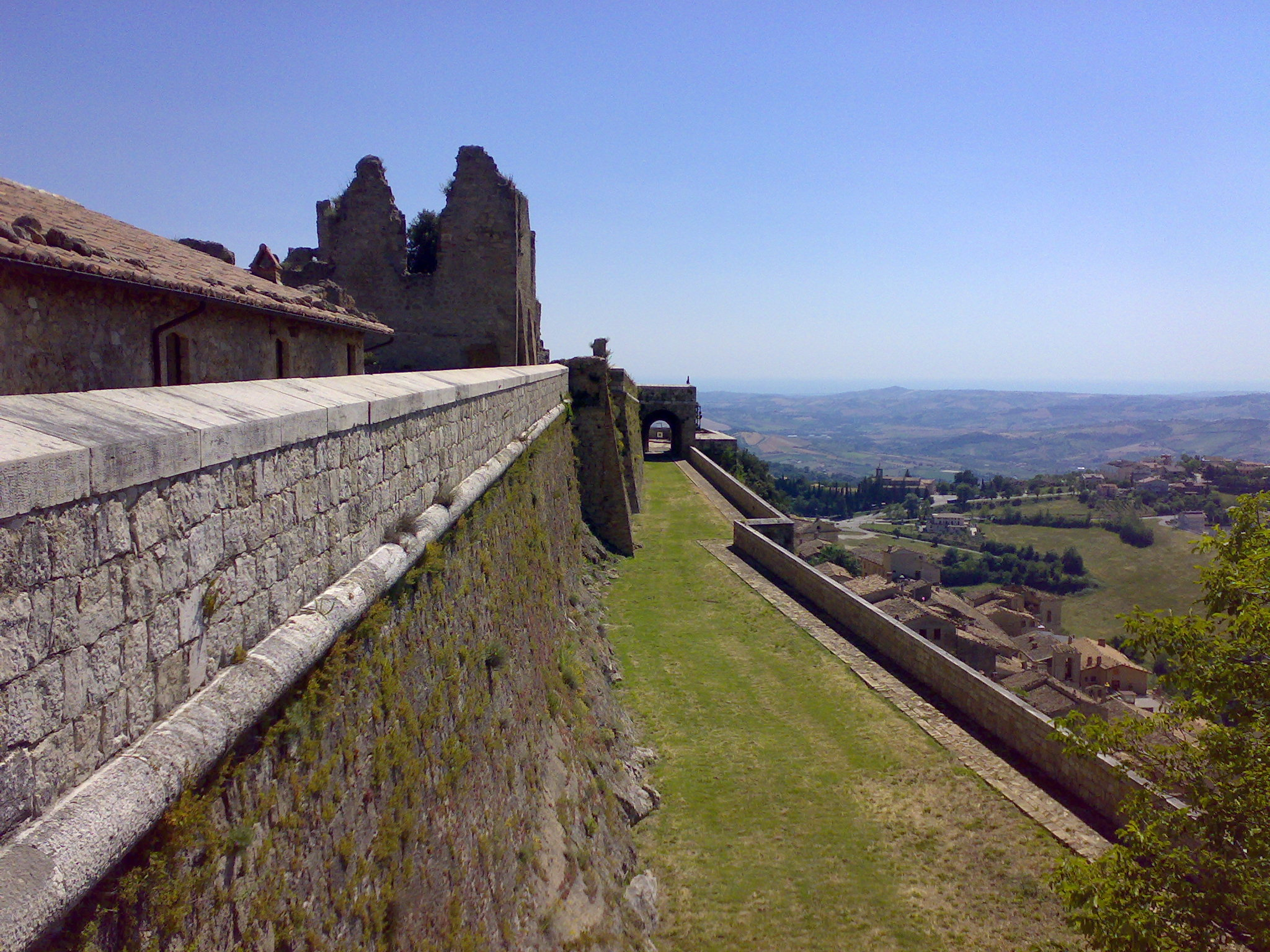
Falsabraga della fortezza osservata dal camminamento di ronda sud.
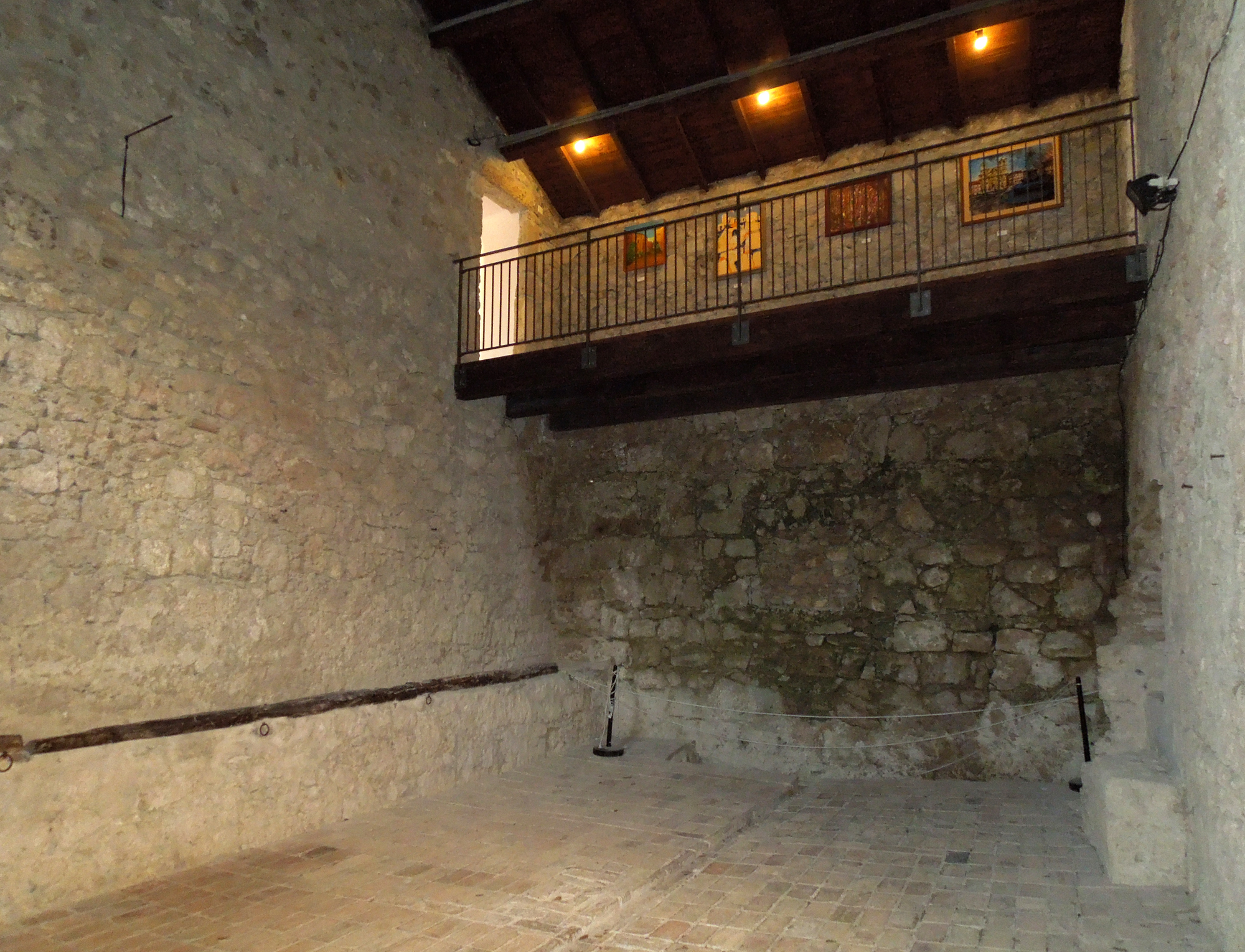
Un ambiente della scuderia.
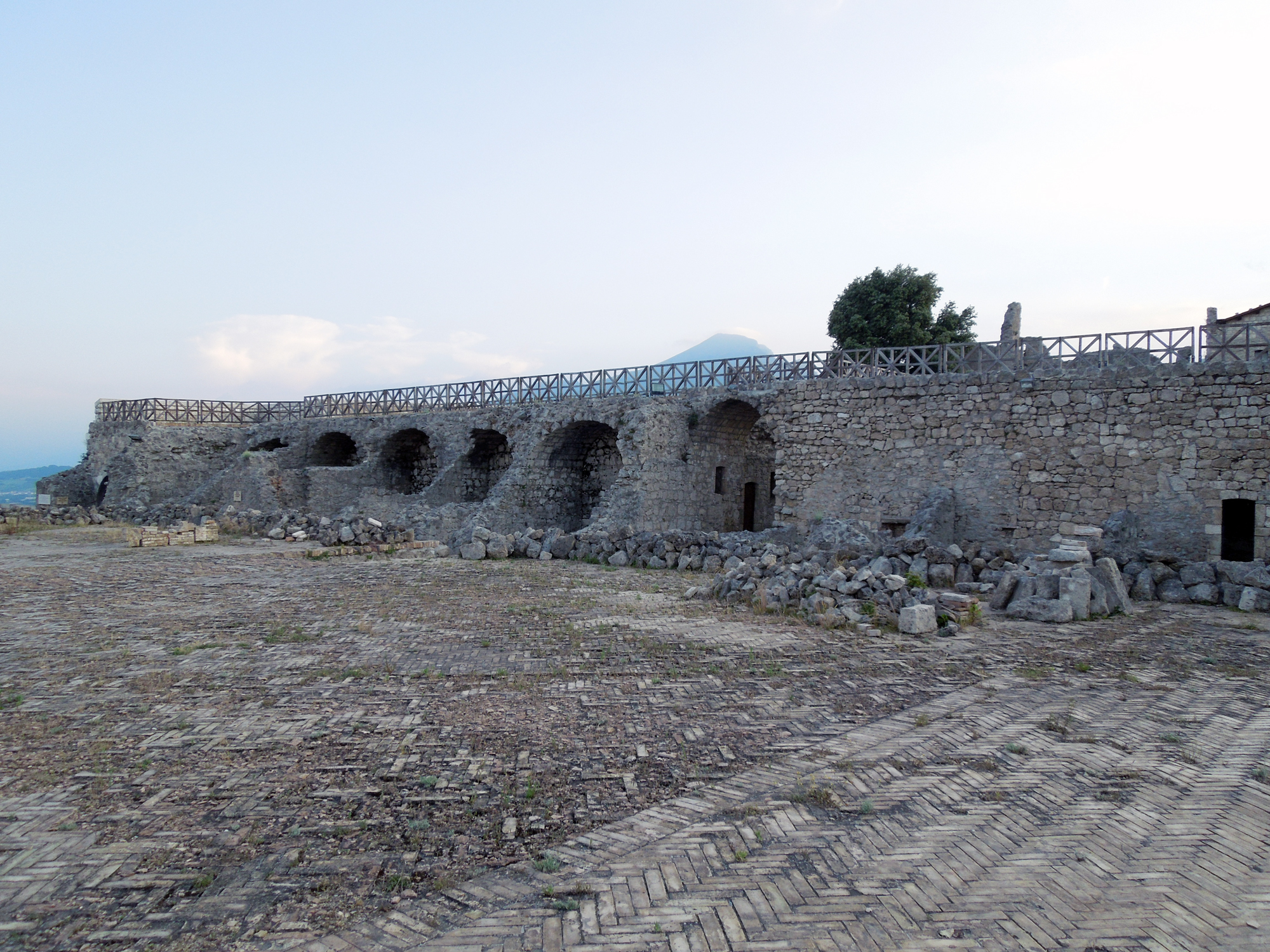
Ruderi di alloggiamenti.
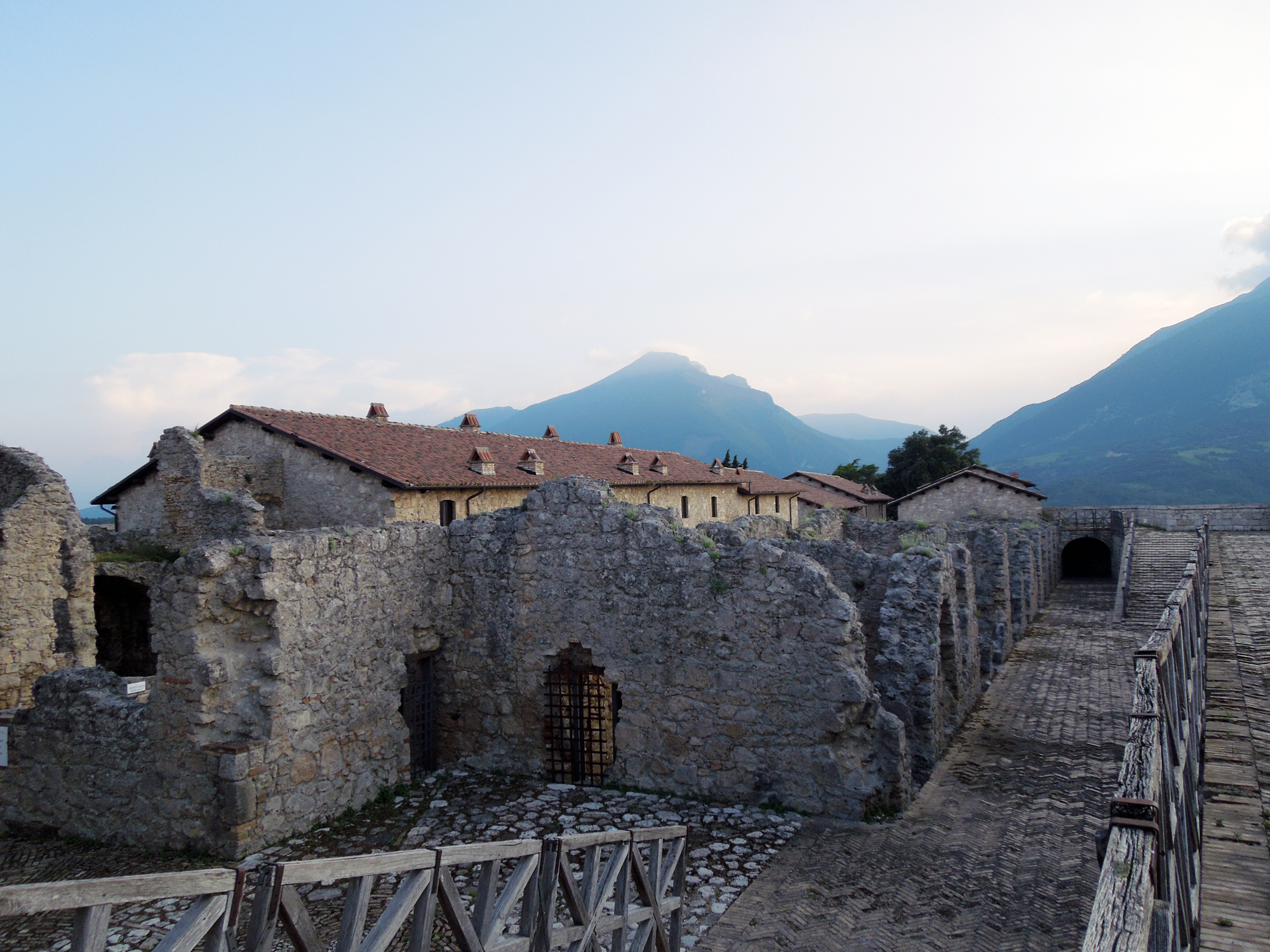
Ruderi interni.
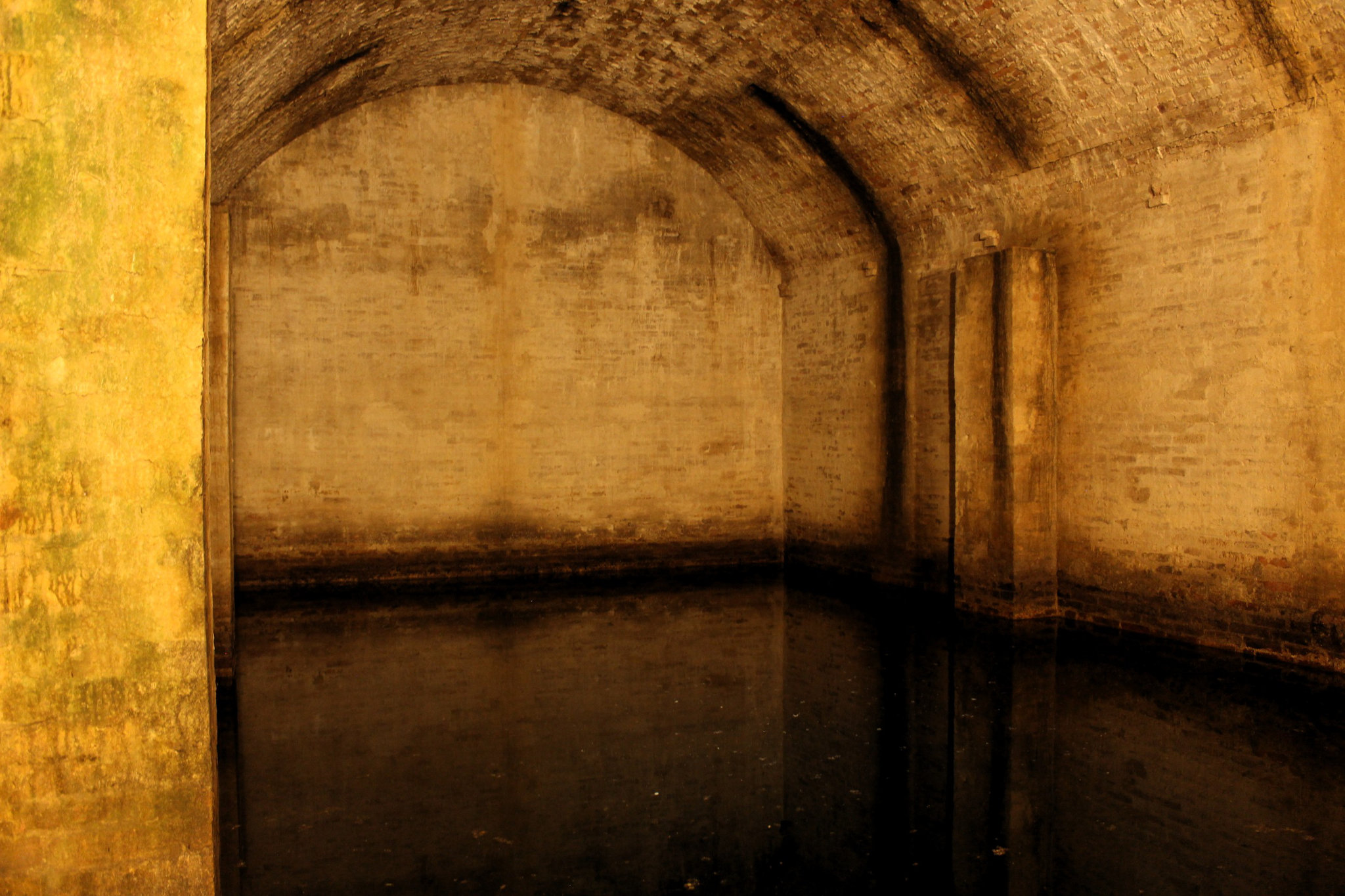
cisterna d'acqua

### Piazza del Cavaliere
È la prima piazza d'armi dopo l'ingresso al forte. Si trova dopo aver oltrepassato il secondo camminamento coperto ed è protetta dai bastioni di Sant'Andrea e di San Paolo. È detta «del Cavaliere» perché fino al 1861 nella sua area vi era situato il monumento funebre dedicato al maggiore irlandese Matteo Wade che fu a capo delle truppe durante l'assedio dei francesi nel 1806. L'opera marmorea, eretta per volere di Francesco I nell'anno 1829, eseguita da Tito Angelini, fu collocata dai piemontesi all'interno del paese di Civitella, dove si trova ancora oggi.
Questo spazio era usato nei periodi di pace per l'addestramento delle truppe e attualmente accoglie l'ingresso ad una cisterna.
Ogni anno, soprattutto in estate, si organizzano al suo interno varie manifestazioni. Fino al 2006, ad agosto, era la sede della rievocazione storica in costume d'epoca che si teneva nella fortezza, chiamata A la Corte de lo Governatore.

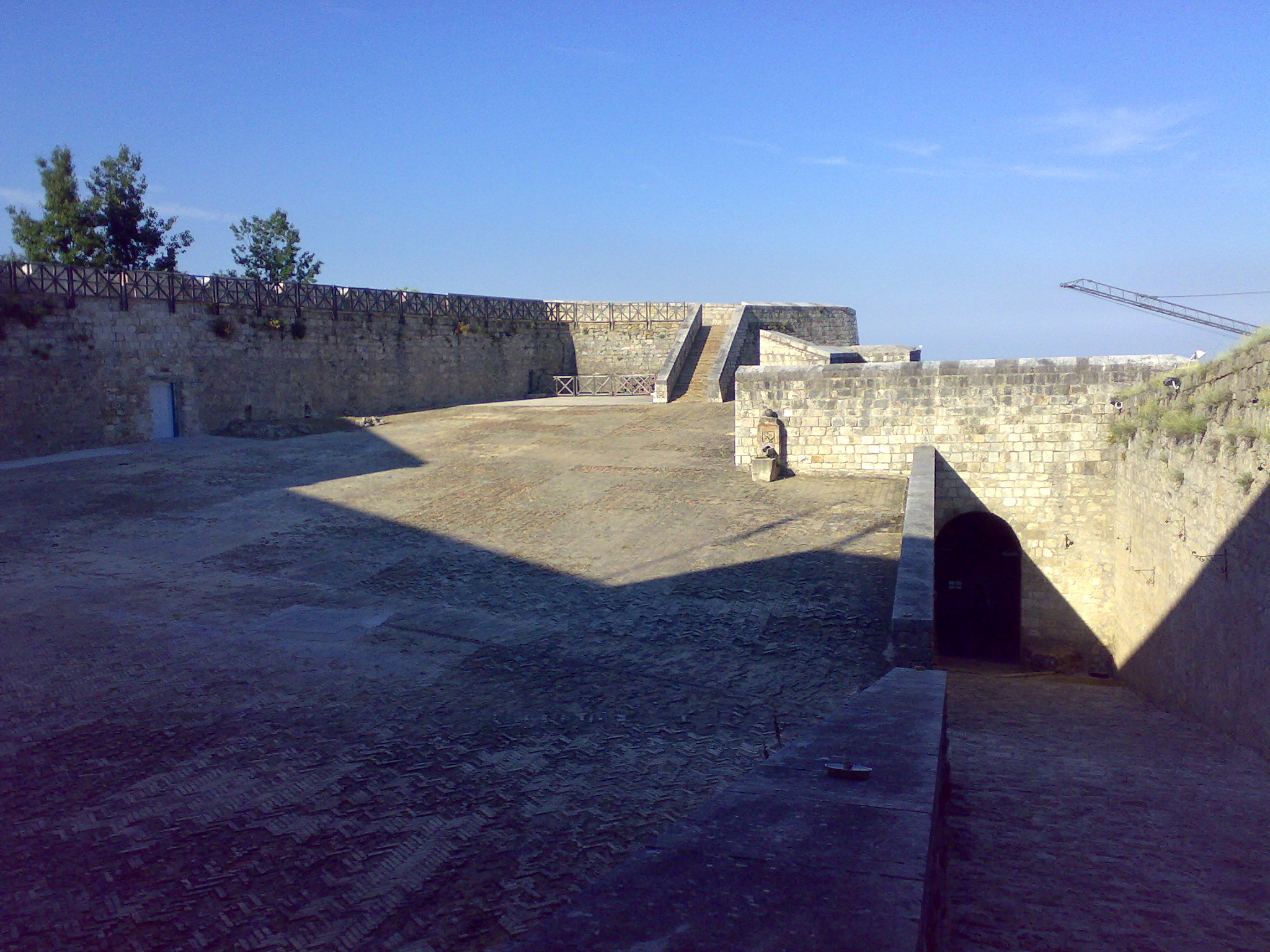
Piazza del Cavaliere.
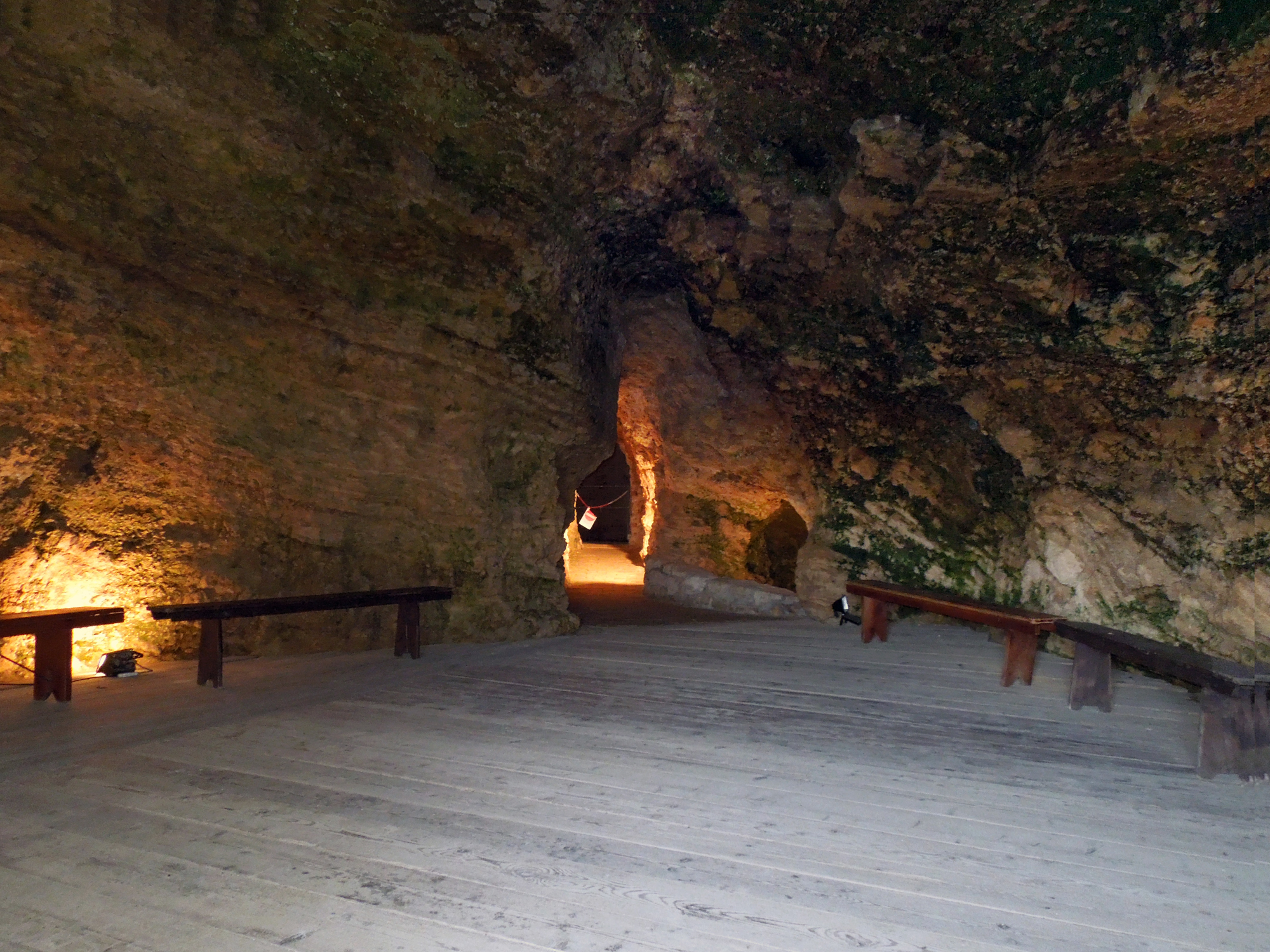
Stanza d'ingresso alla prima cisterna.

### Piazza d'Armi
Superato il terzo camminamento si entra nella seconda piazza d'armi della fortezza, denominata proprio «Piazza d'Armi», presidiata dal bastione San Giovanni e da rovine di alloggi militari.
Questo spazio era utilizzato ogni giorno per la cerimonia dell'alzabandiera.
La piazza è stata modificata durante il periodo della dominazione spagnola per fronteggiare le esigenze idriche delle guarnigioni residenti nella fortificazione. Al di sotto del piano di calpestio dell'area è stata costruita una delle cinque grandi cisterne che raccoglievano e filtravano l'acqua piovana. La raccolta avveniva tramite una rete di canali di deflusso e convogliata nel pozzo centrale. Per caduta arrivava nelle cisterna dopo essere stata filtrata da strati di carbone e ghiaia e si accumulava nel serbatoio.

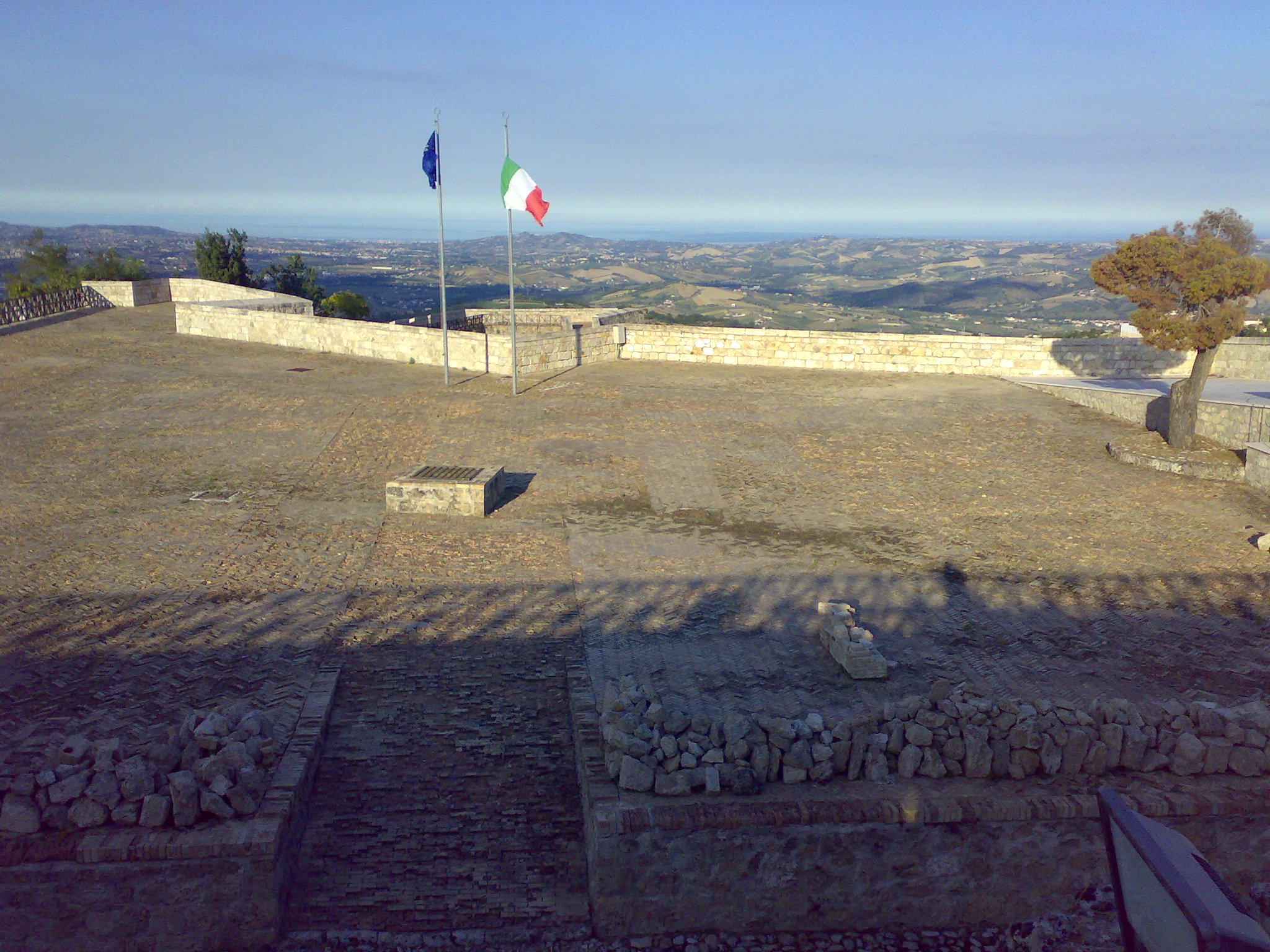
Piazza d'Armi fotografata dalla Gran Piazza.
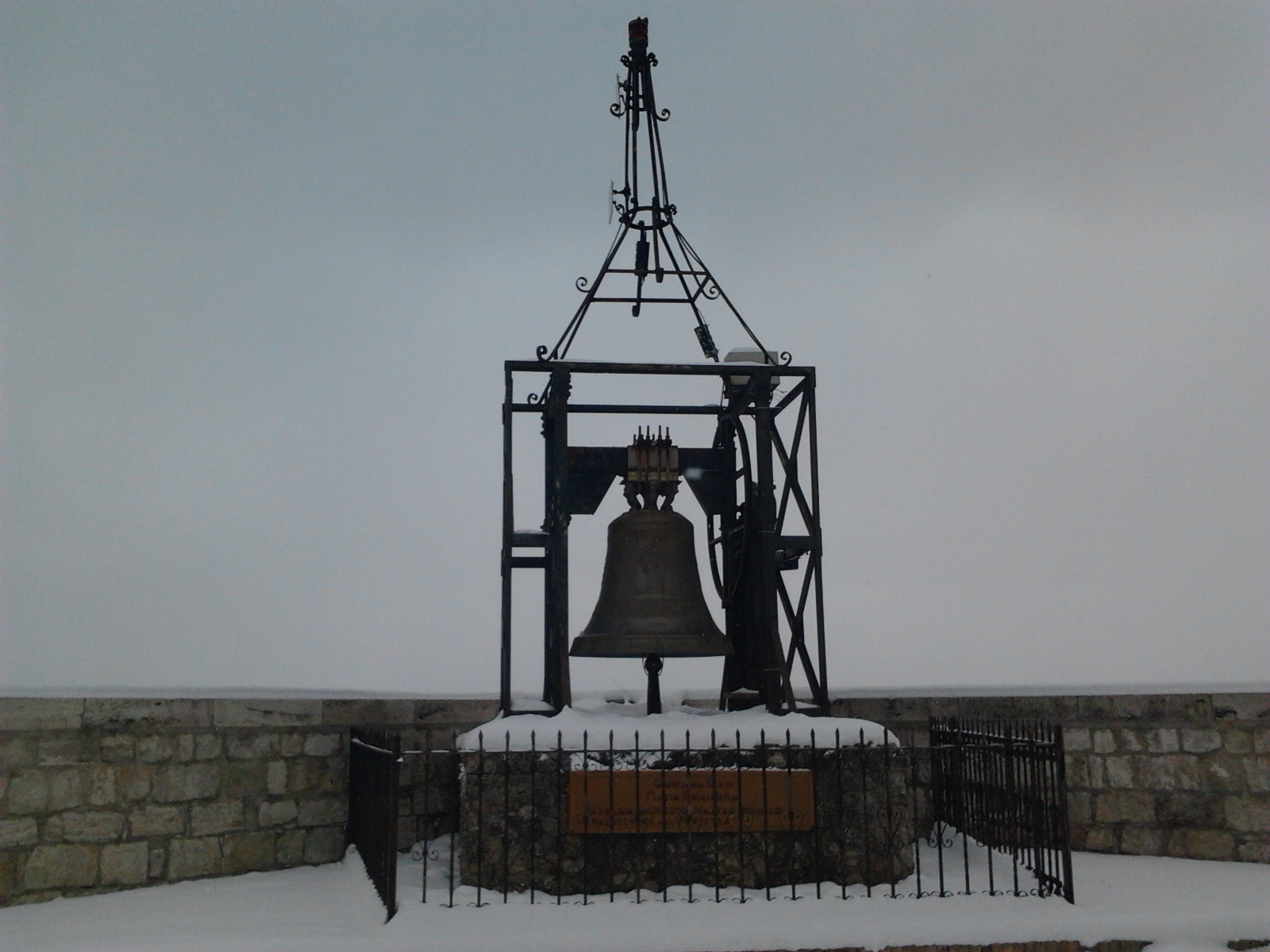
Campana dedicata ai Caduti di tutte le guerre.

### La Grande Piazza
Seguendo il camminamento si giunge al bastione ottagonale di San Giacomo che si trova nella terza ed ultima piazza d'armi, detta la «Gran Piazza», che si apre sul punto più alto della fortezza.
È la piazza più estesa della fortificazione, in questa area vi era la cittadella dove sono stati elevati i due edifici più importanti che si trovano all'interno della costruzione difensiva: il Palazzo del Governatore e la Chiesa di San Giacomo.

### Palazzo del Governatore
L'edificio rappresentava il simbolo del potere politico ed era la sede del comando della fortezza. Inaugurato nel 1574, si elevava su due piani ed ospitava il governatore con la sua famiglia. Al suo interno disponeva di magazzini per i viveri, di una cisterna e di un forno. Nei suoi ambienti, tra il 1841 ed il 1843 vi dimorò Carlo Pisacane.

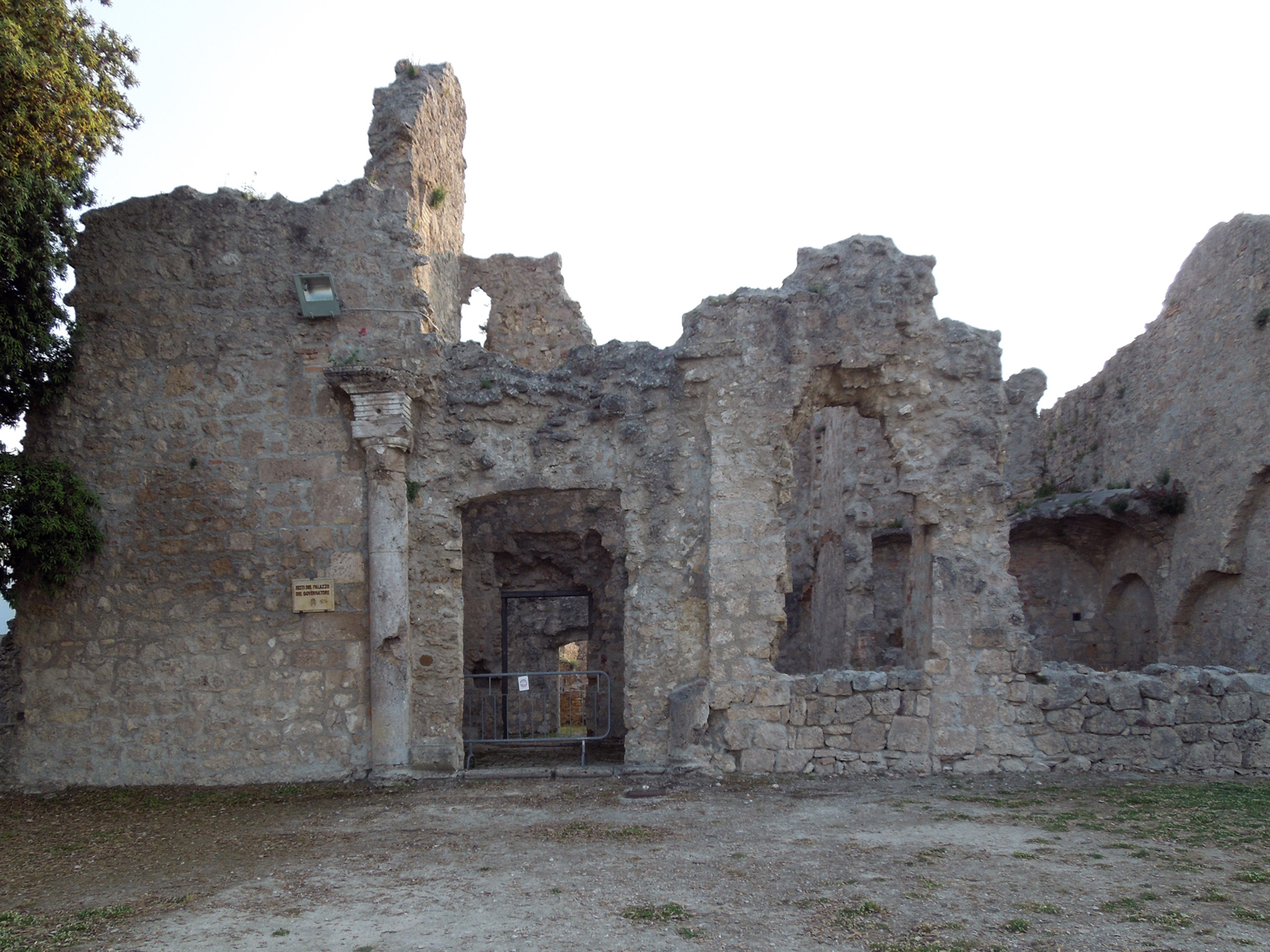
Resti della facciata del Palazzo del Governatore.
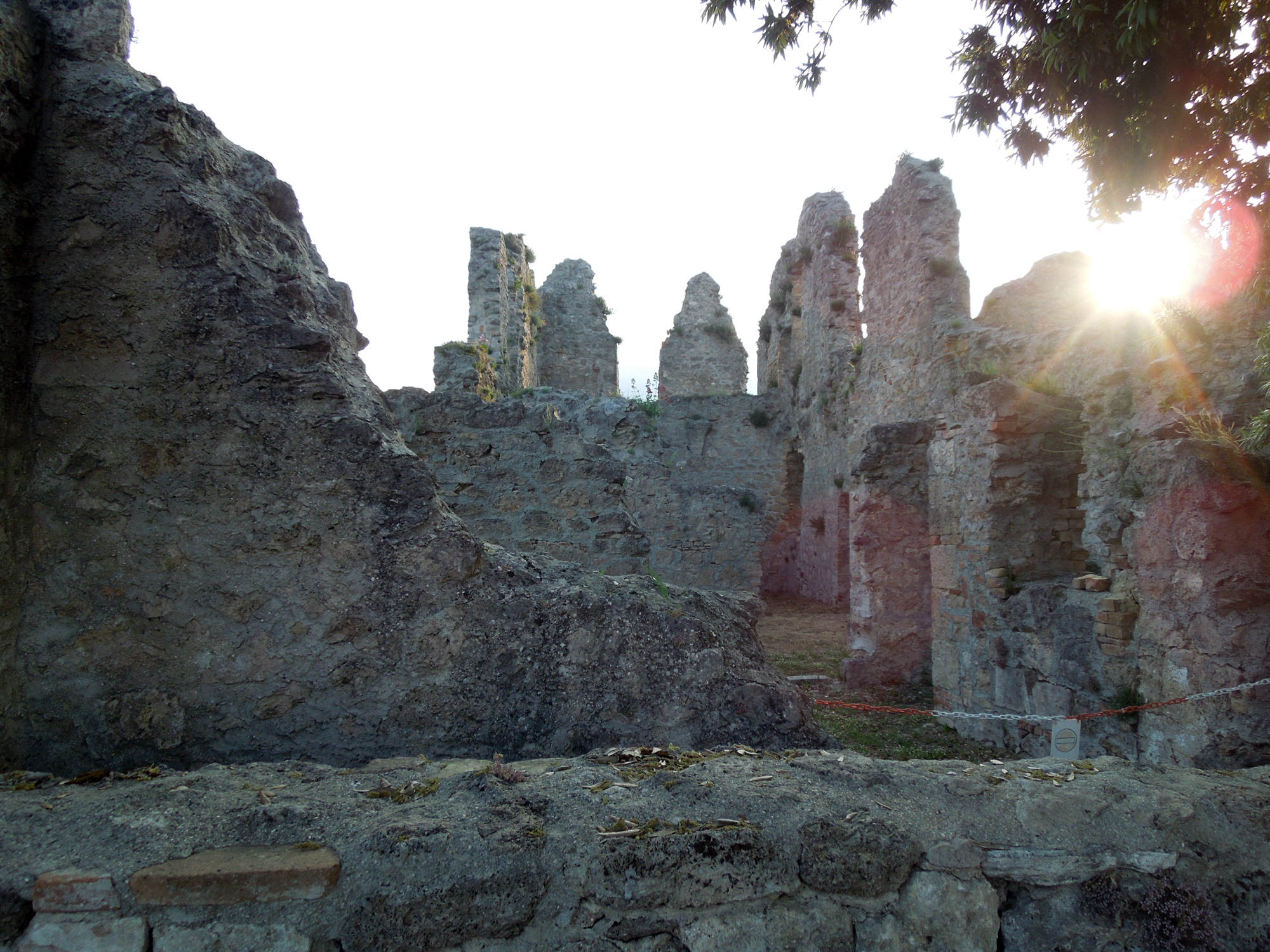
Ruderi dell'interno del palazzo.

### Chiesa di San Giacomo
La chiesa, dedicata a san Giacomo della Marca, era il simbolo del potere religioso. Fu elevata affiancata al palazzo del Governatore nell'anno 1585 e consacrata nel 1604. L'attuale sistemazione ha modificato i tratti delle linee e parzialmente le caratteristiche della costruzione originaria. La sua aula liturgica è stata accorciata in lunghezza e non vi sono più gli intonaci che coprivano la volta. Il suo interno accoglieva un altare maggiore e tre altari minori dedicati rispettivamente al Rosario, a san Giuseppe e a santa Barbara ed era anche luogo di sepoltura dei castellani.
Al di sotto della costruzione vi sono camminamenti scavati nella roccia di probabile epoca medioevale.

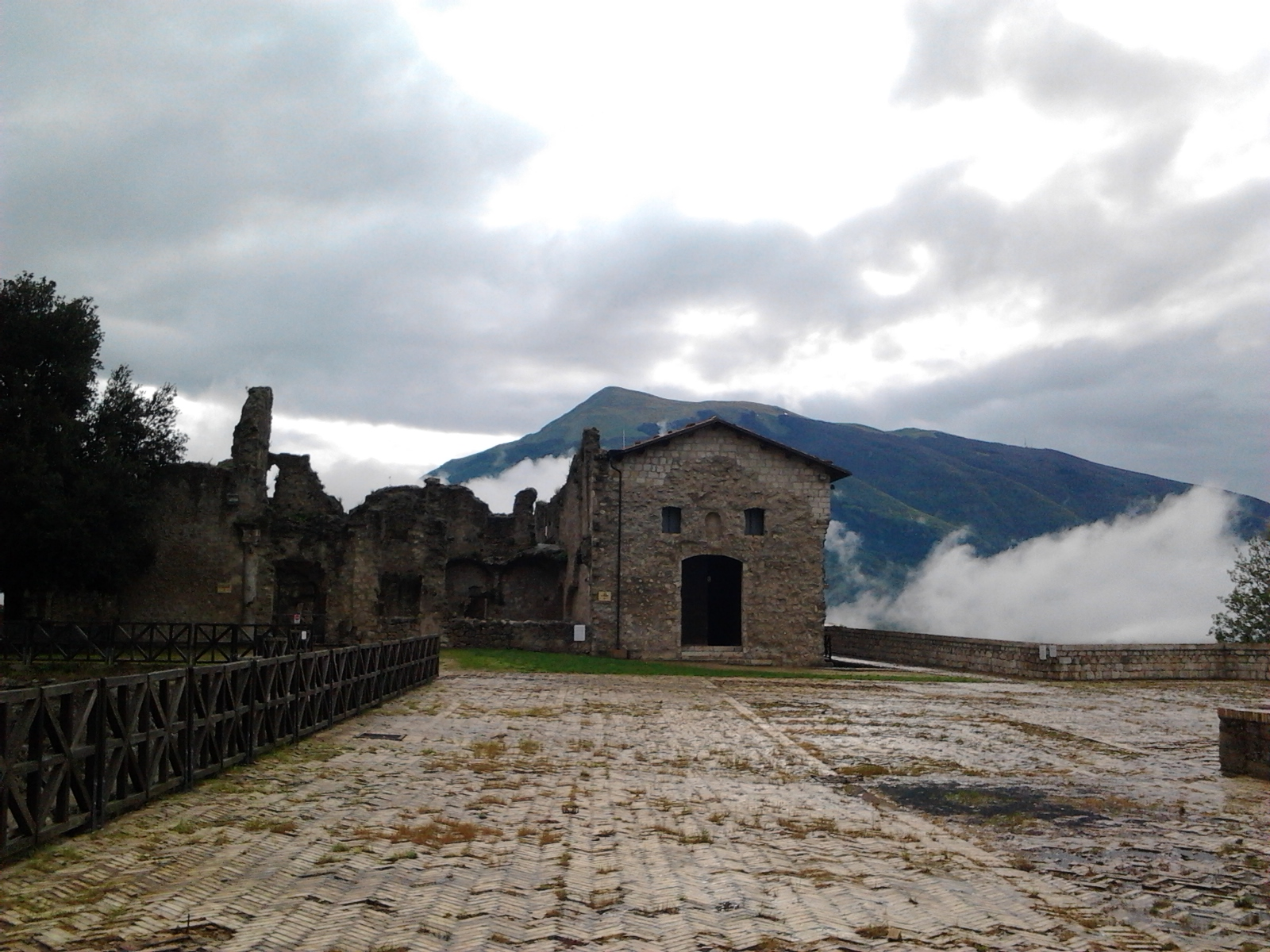
Prospetto della Chiesa di san Giacomo.
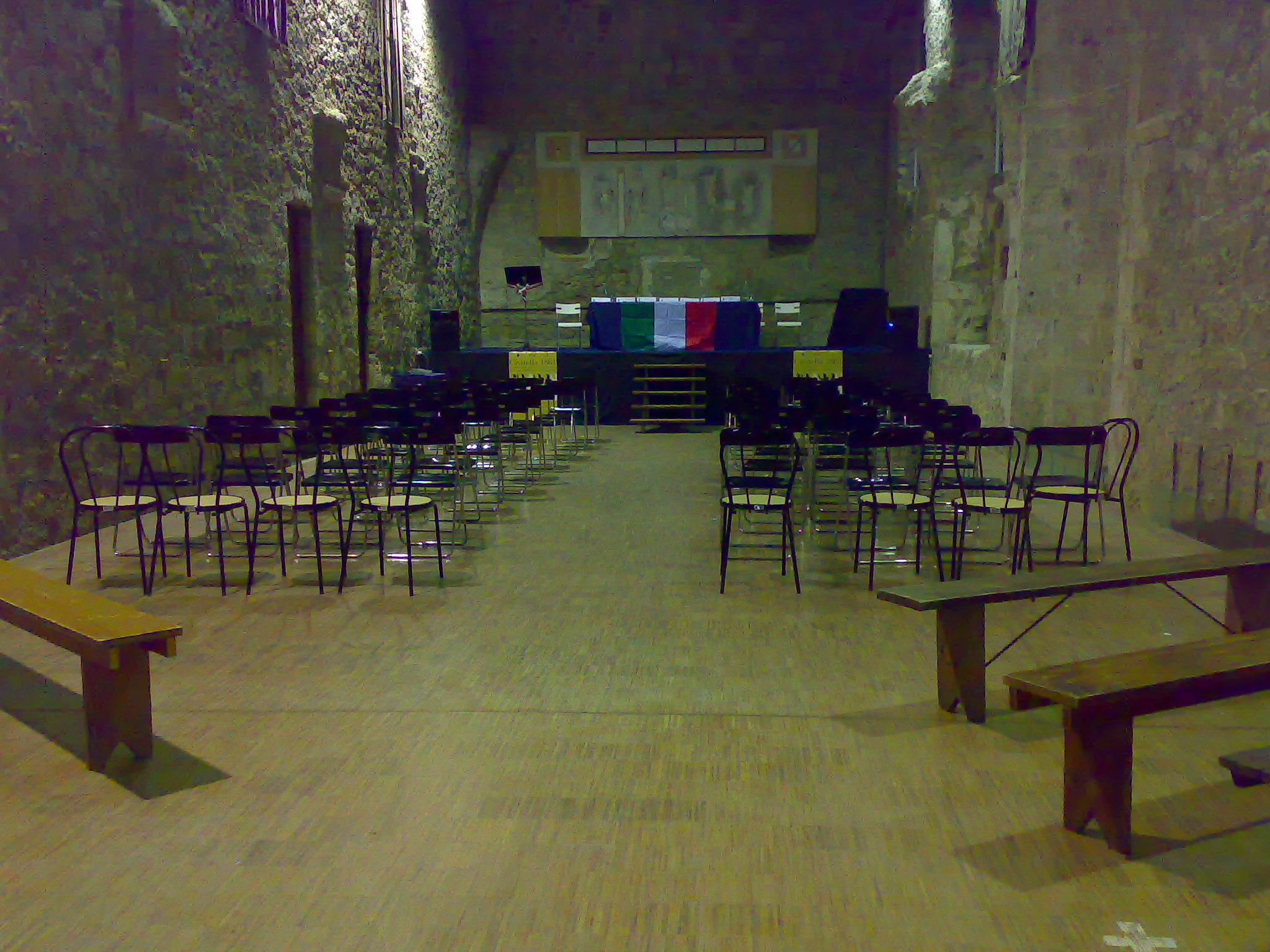
Aula interna della chiesa.

## Museo delle armi e delle mappe antiche
All'interno delle costruzioni della fortezza civitellese, destinate alle cucine e alla mensa, è stato inaugurato nel 1988 il Museo delle armi e delle mappe antiche. I suoi ambienti si compongono di quattro sale espositive che raccolgono mappe, armi ed altre oggetti legati alla storia e alle alterne vicissitudini del forte.
Nella sala dedicata a Giorgio Cucentrentoli di Monteloro vi sono raccolti gli oggetti più moderni, tra i quali un elmo papalino del 1848 appartenuto alle truppe di Pio IX, una uniforme diplomatica pontificia, documenti ed armi garibaldine e di Casa Savoia.
Nella Sala Risorgimentale si trovano esposte armi appartenute agli eserciti borbonico e sabaudo. Di particolare interesse vi è anche una rappresentazione di Civitella del 1557.
La terza sala accoglie al centro un cippo confinario. La colonna segnava la linea di demarcazione tra lo Stato Pontificio e il Regno delle due Sicilie. Sulla parte più alta del fusto vi sono incise le chiavi di San Pietro con la data 1847, il giglio borbonico e il numero progressivo 609.
Nella Sala Rinascimentale vi sono custodite le armi più antiche dell'esposizione. Vi sono schioppi a miccia risalenti al XV secolo, pistole a pietra focaia del settecento e rappresentazioni della fortezza del XVIII e XIX secolo.
Il 28 agosto 2015 il Museo è stato dedicato al Maggiore Raffaele Tiscar con una cerimonia di inaugurazione alla presenza delle autorità civitellesi e del pronipote del maggiore Piergiorgio Tiscar. La targa, affissa all'ingresso del museo, recita: «Il comune di Civitella del Tronto, a ricordo dell'ultimo assedio di questa Fortezza, fiero baluardo nei secoli, dedica il Museo delle Armi e della Fortezza al Maggiore RAFFAELE TISCAR, Ufficiale borbonico che, fedele al giuramento prestato, rimase a fianco del comandante La Piazza sino a quando, così come dettato dal Re Francesco II°, gli fu ordinato l'ingrato compito di firmare la capitolazione della Fortezza con il Comando Piemontese assediante. Era il 20 di marzo del 1861».

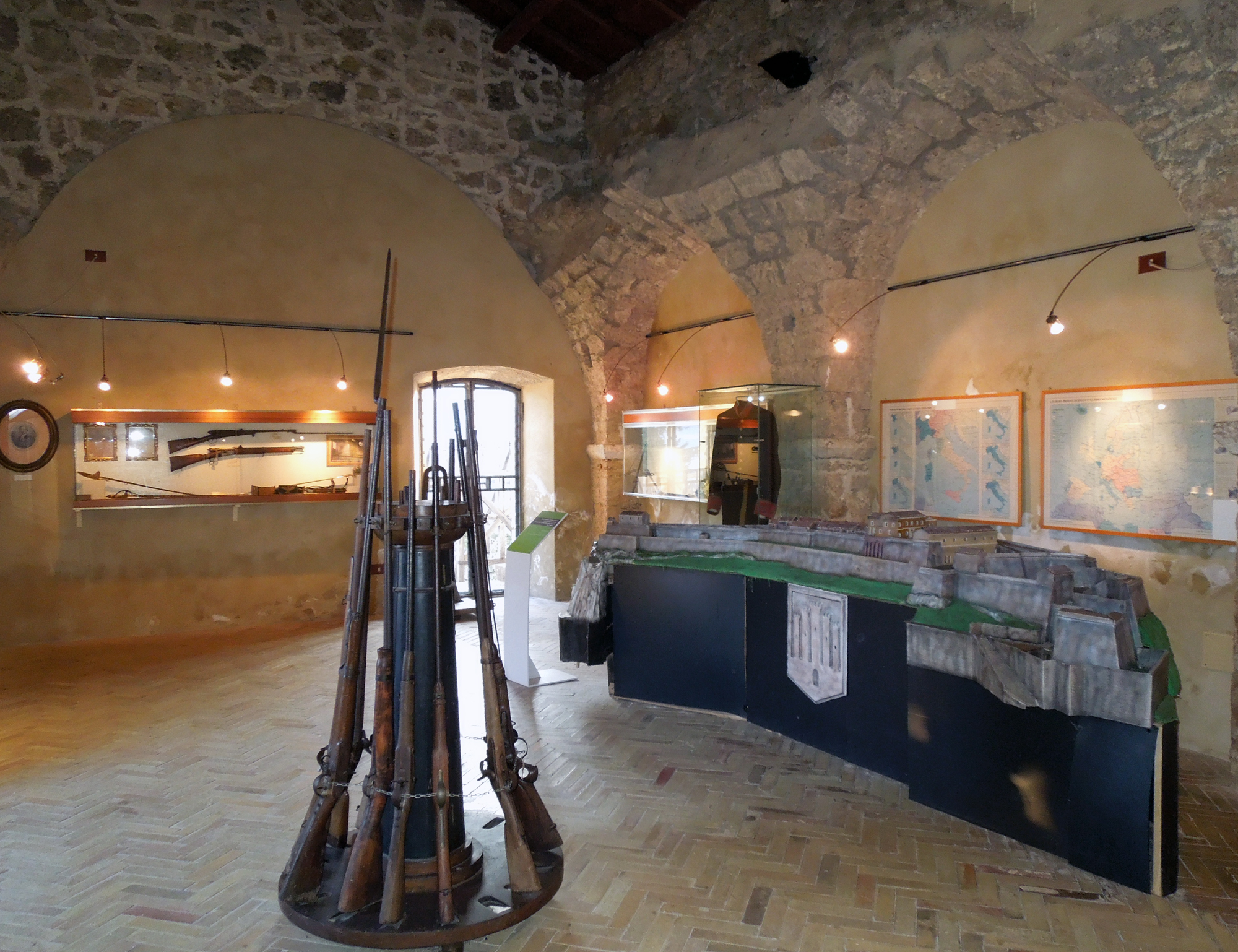
Sala espositiva.
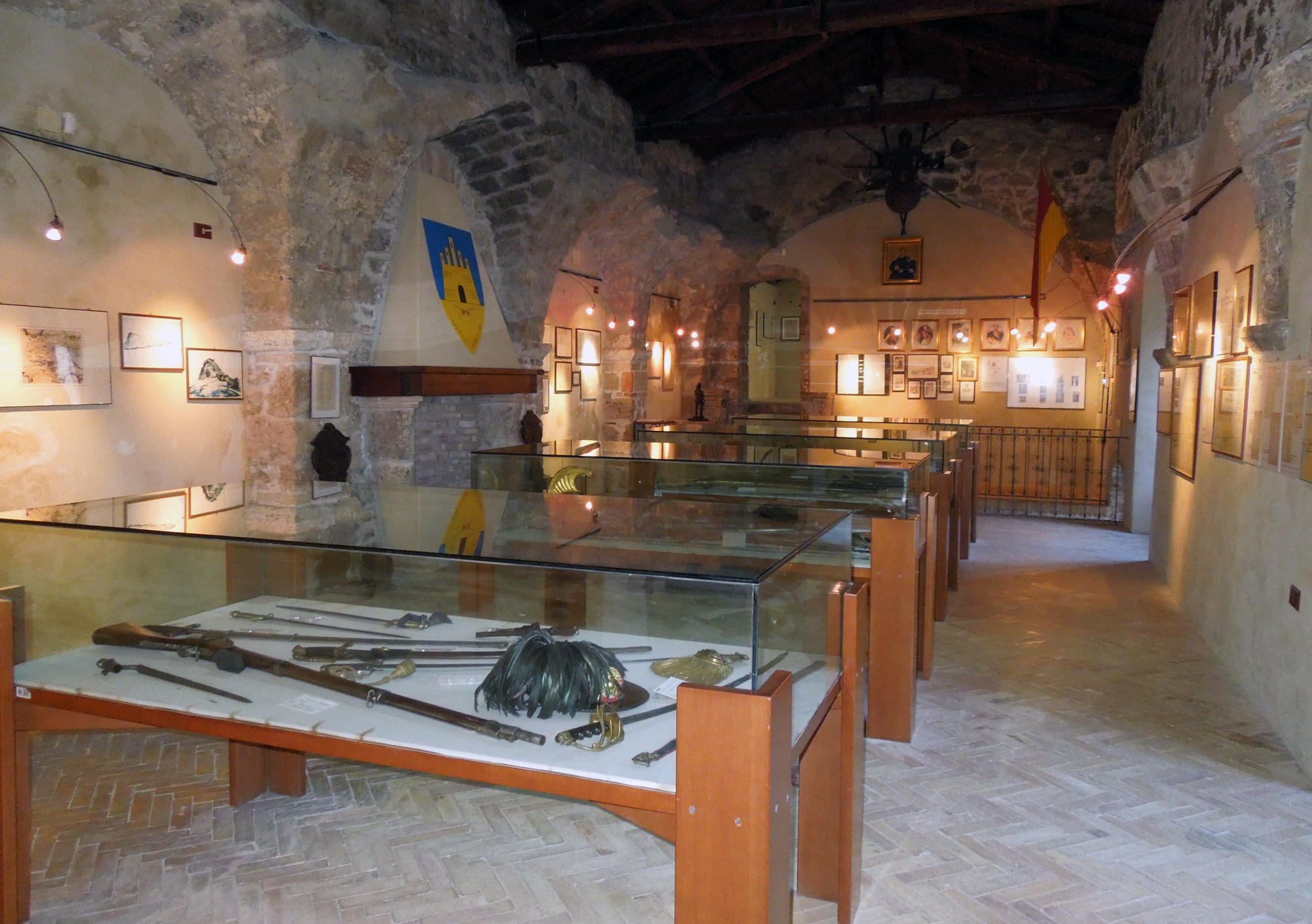
Sala espositiva.
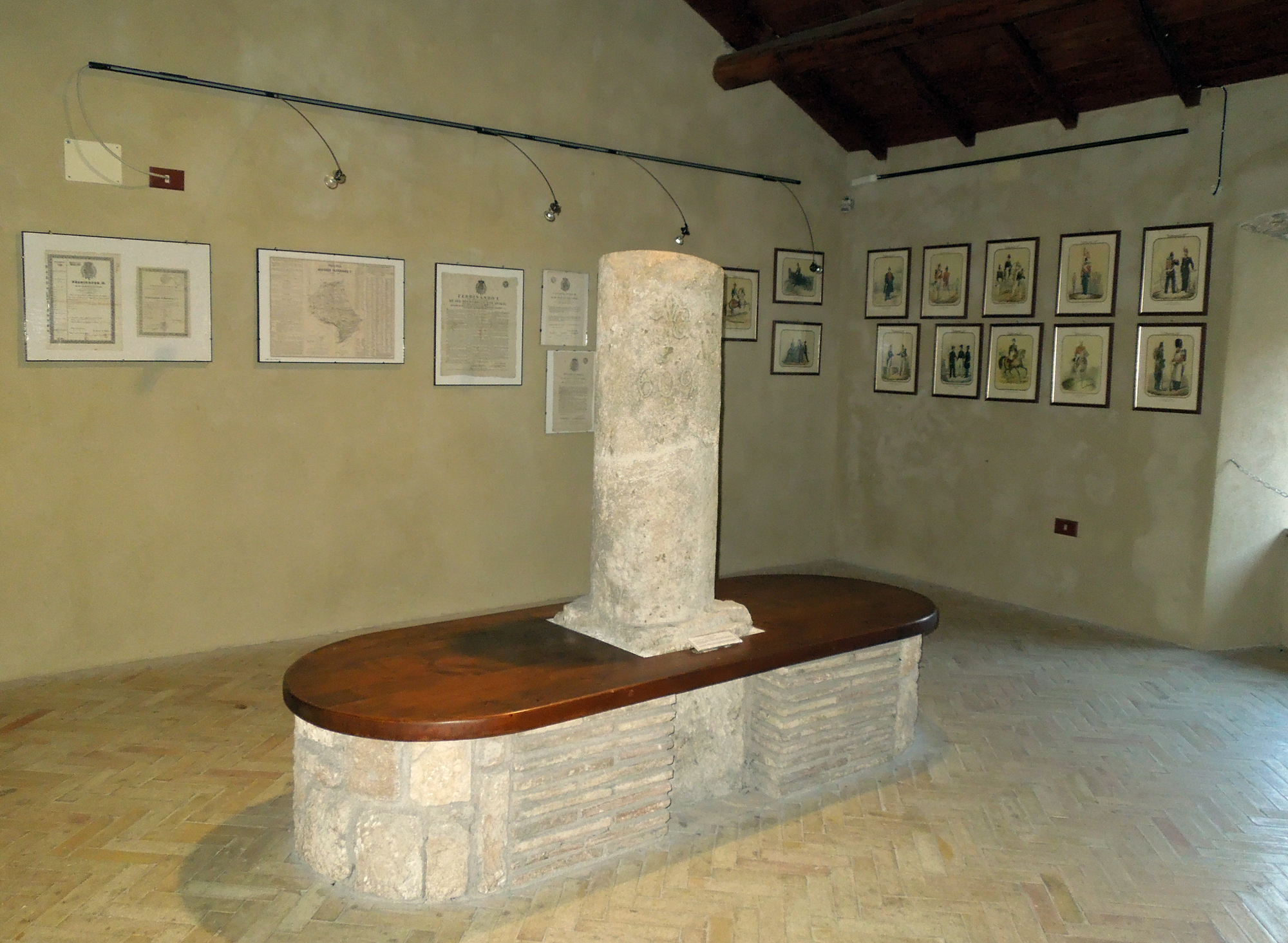
Sala espositiva.

## Gemellaggio
La fortezza di Civitella è gemellata, dal 1989, con le fortezze austriache di Salisburgo, Mautendorf e Werfen.

## Galleria d'immagini dei resti della fortezza con la neve

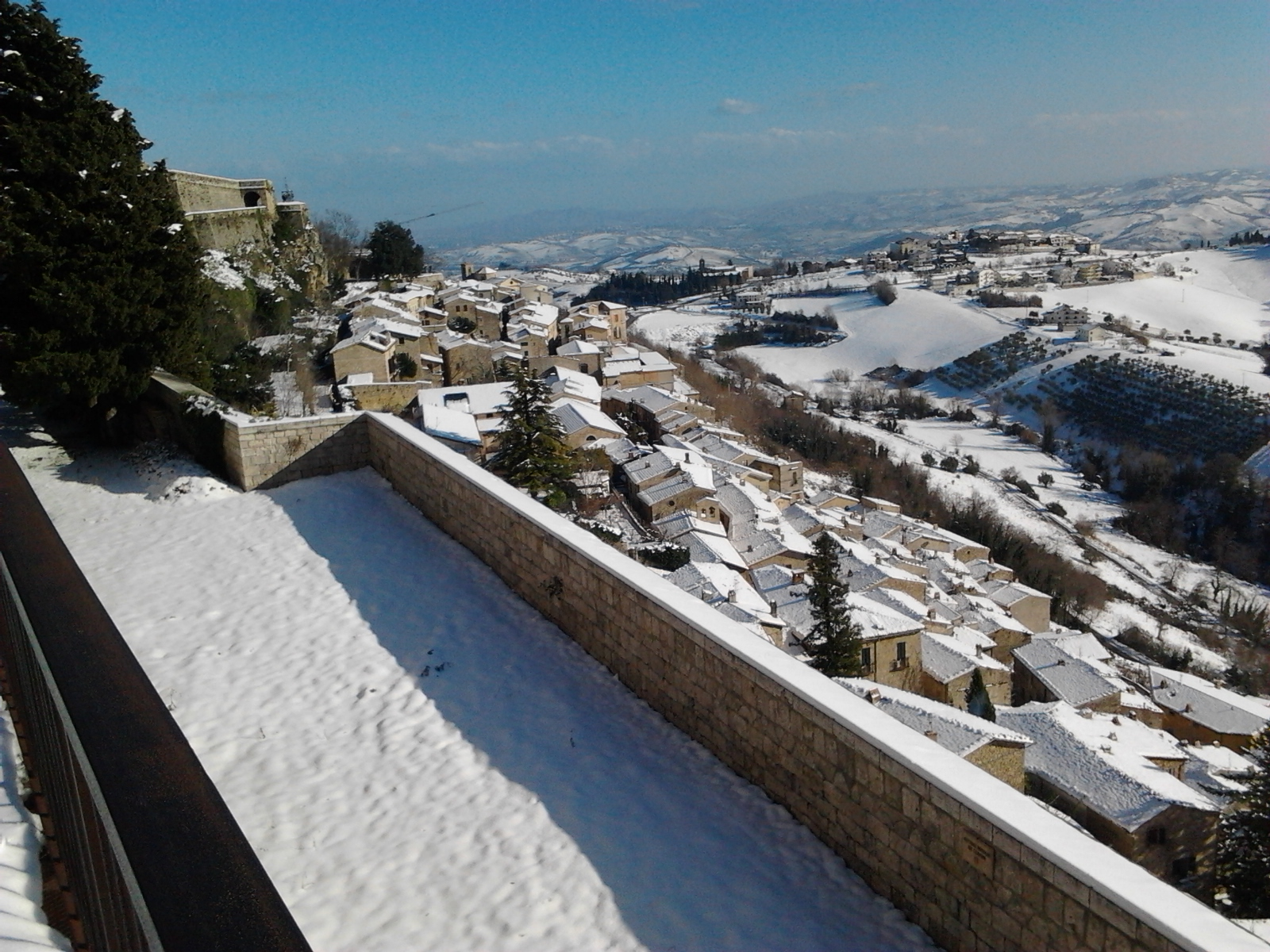
Il borgo di Civitella.
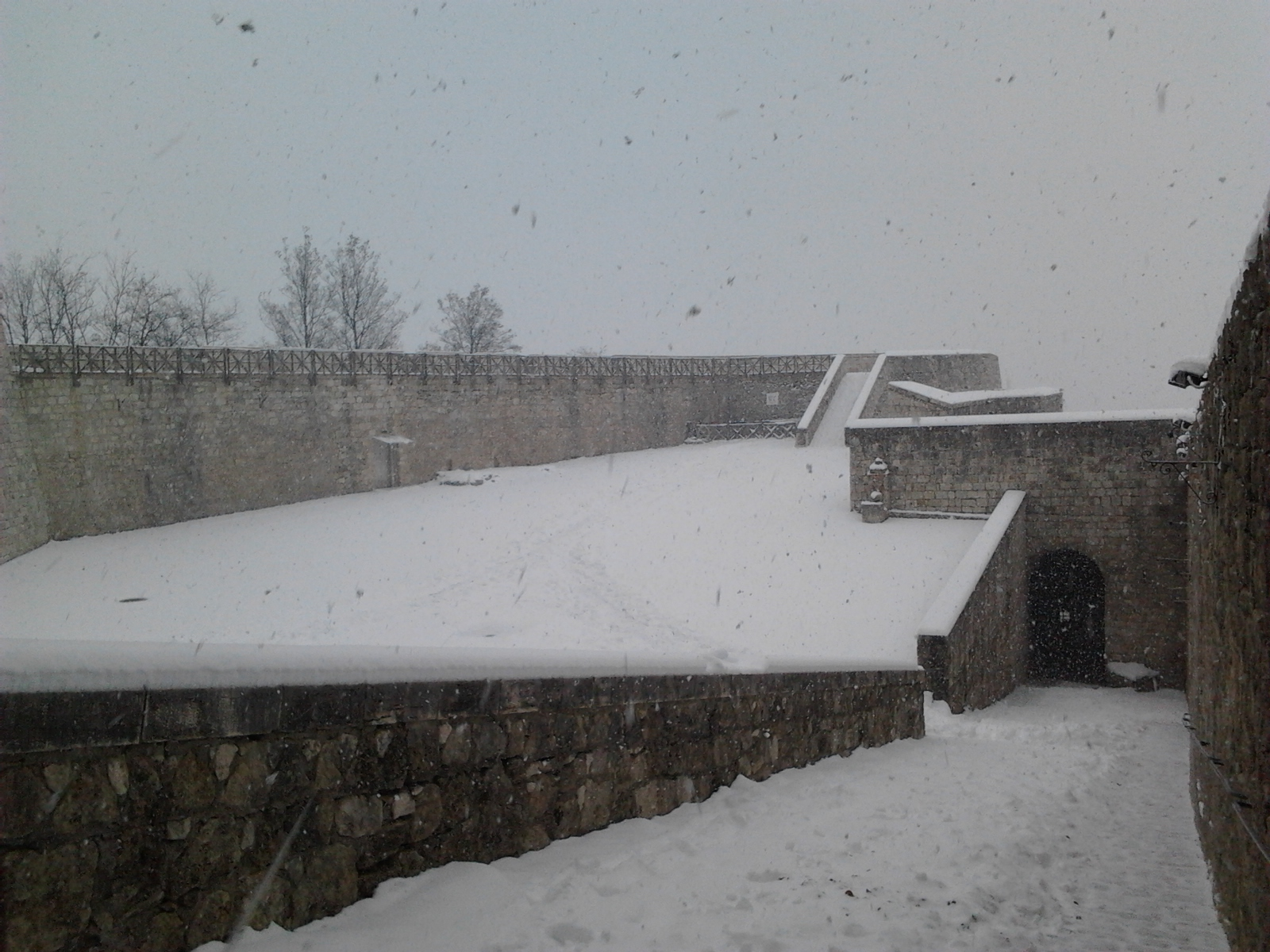
Piazza d'Armi durante una nevicata.
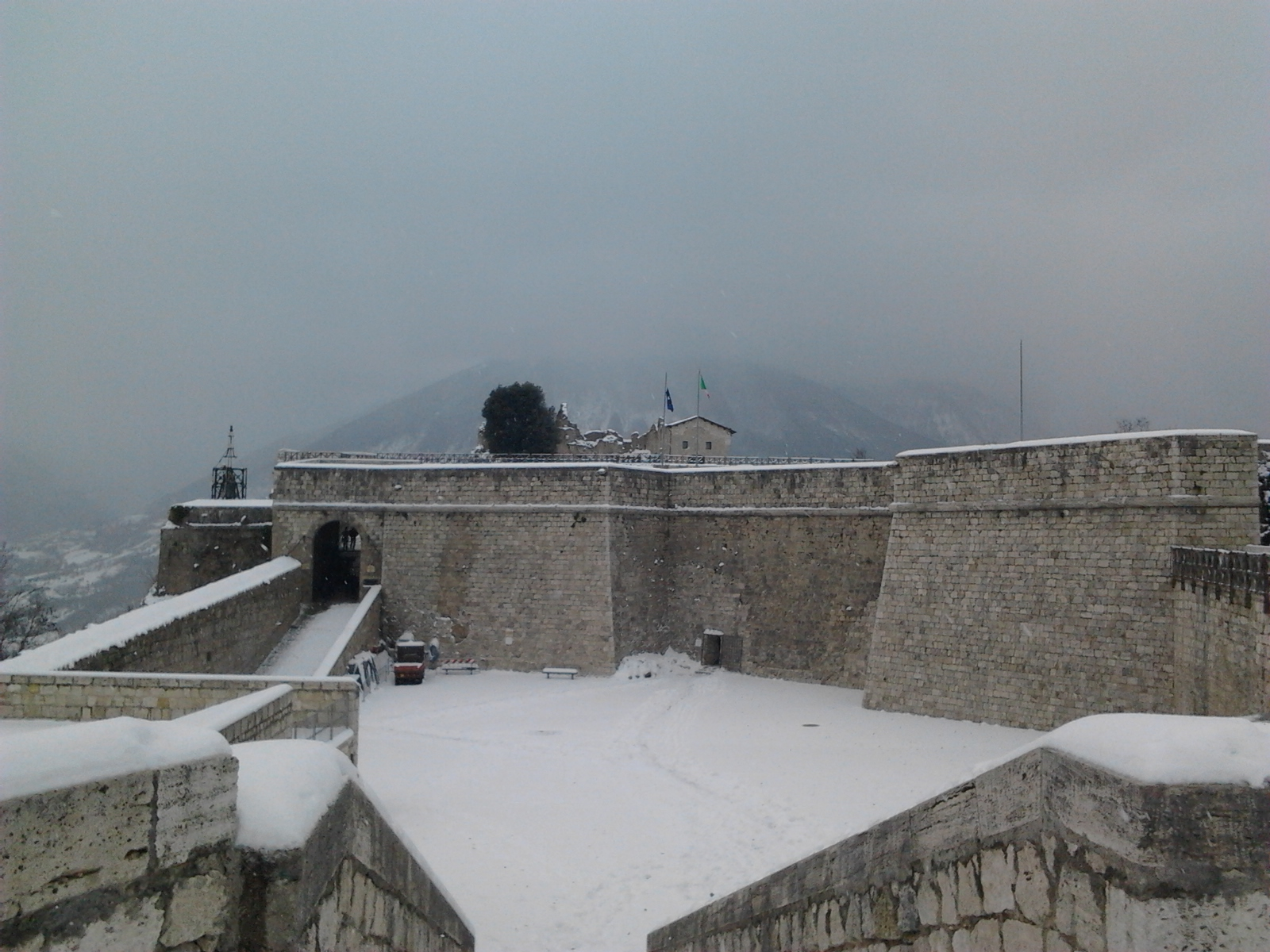
Piazza d'Armi.
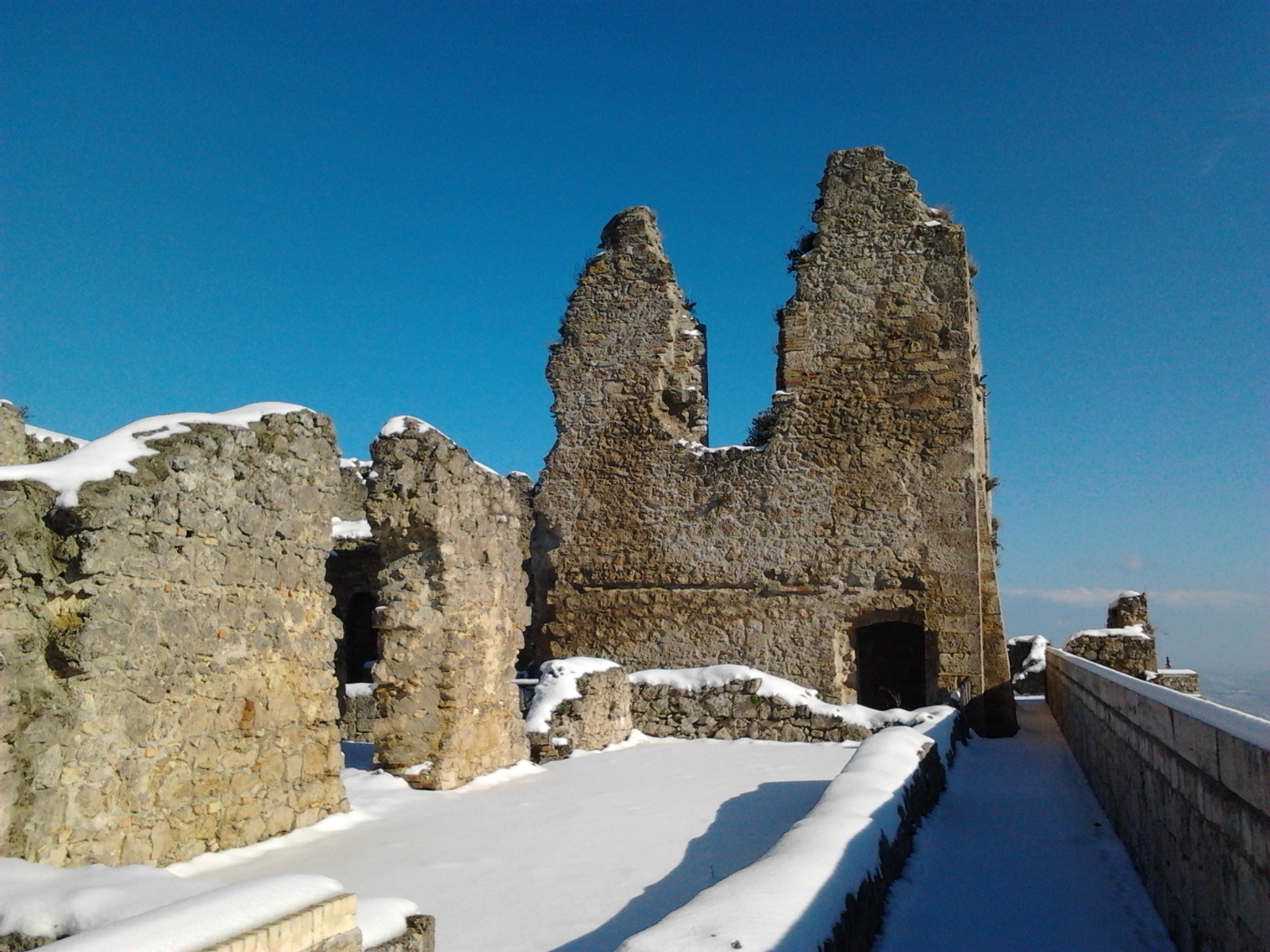
Palazzo del Governatore.
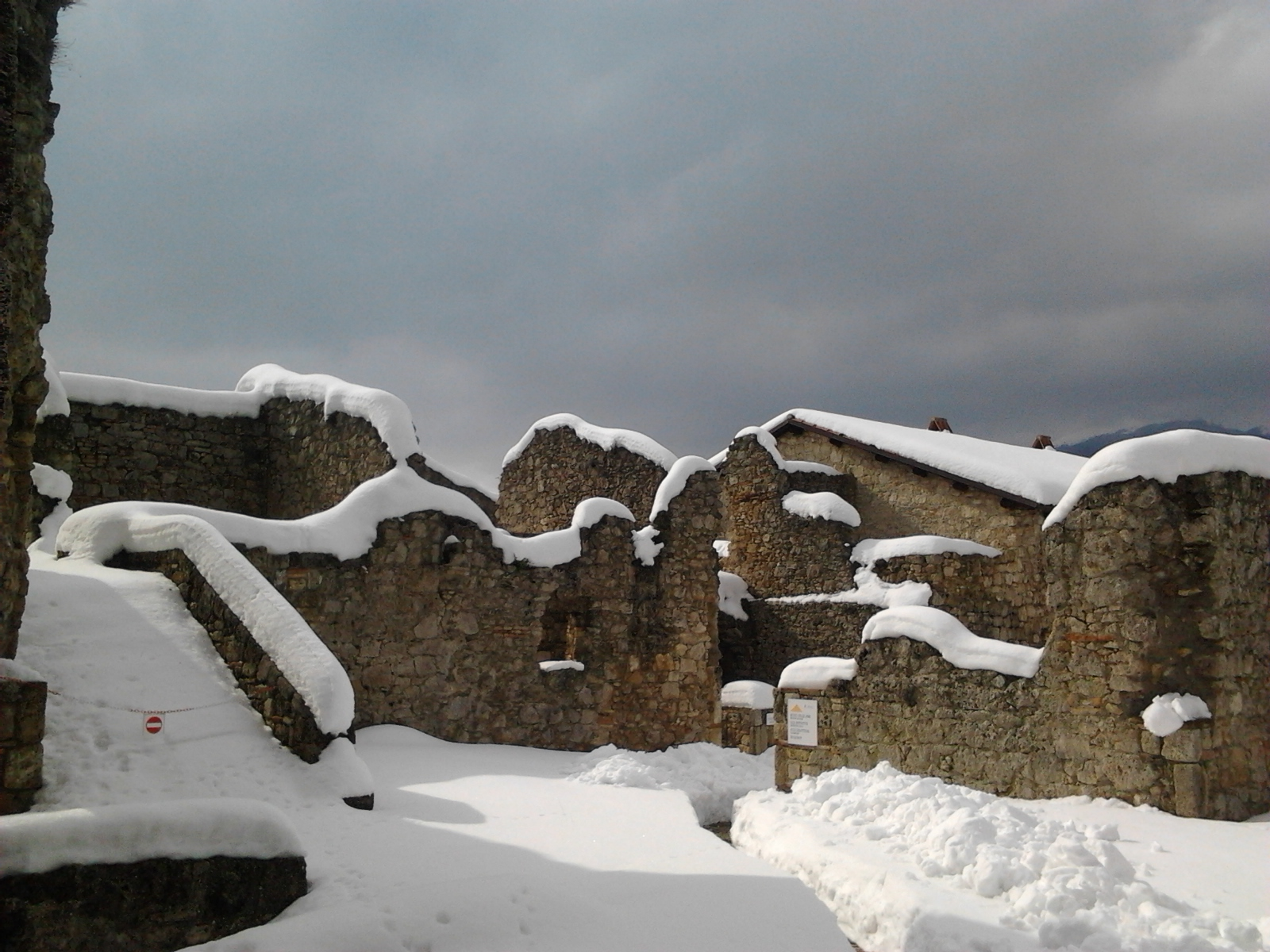
Resti della fortezza.